# Playoffs NBA 2024
Pour un article plus général, voir Playoffs NBA.
Navigation
Playoffs 2023 Playoffs 2025
Les playoffs NBA 2024 sont les séries éliminatoires (en anglais : playoffs) de la saison NBA 2023-2024.

## Règlement
Les 6 premiers de chacune des deux conférences (Est et Ouest) se qualifient directement pour les playoffs.
Les équipes classées de la 7e à la 10e place, jouent un mini tournoi appelé play-in tournament.
- Les équipes classées 7e et 8e se rencontrent sur un match gagnant. Le vainqueur se qualifie pour les playoffs en 7e position du classement et affrontera le 2e de la conférence. Le perdant rencontrera le gagnant du match entre les 9e et 10e.
- Les équipes classées 9e et 10e se rencontrent sur un match gagnant. Le vainqueur affrontera le perdant du match opposant les 7e et 8e. Le perdant est définitivement éliminé de la course aux playoffs et se classera 10e de la conference.
- Le perdant du match opposant les 7e et 8e rencontre le gagnant du match opposant les 9e et 10e sur un match gagnant. Le vainqueur se qualifie pour les playoffs à la 8e place et rencontre le leader de la conférence. Le perdant est définitivement éliminé de la course aux playoffs et se classera 9e de la conférence.

Les 8 équipes qualifiées de chaque conférence sont classées de 1 à 8 selon leur nombre de victoires.
Les critères de départage des équipes sont :
1. équipe championne de division par rapport à une équipe non championne de division
2. face-à-face
3. bilan de division (si les équipes sont dans la même division)
4. bilan de conférence
5. bilan face aux équipes qualifiées en playoffs situées dans la même conférence
6. bilan face aux équipes qualifiées en playoffs situées dans l'autre conférence
7. différence générale de points.

Au premier tour, l'équipe classée numéro 1 affronte l'équipe classée numéro 8, la numéro 2 la 7, la 3 la 6 et la 4 la 5.
En demi-finale de conférence, l'équipe vainqueur du match entre la numéro 1 et la numéro 8 rencontre l'équipe vainqueur du match entre la numéro 4 et la numéro 5 et l'équipe vainqueur du match entre la numéro 2 et la numéro 7 rencontre l'équipe vainqueur du match entre la numéro 3 et la numéro 6.
Les vainqueurs des demi-finales de conférence s'affrontent en finale de conférence. Les deux équipes ayant remporté la finale de leur conférence respective sont nommées championnes de conférence et se rencontrent ensuite pour une série déterminant le champion NBA.
Chaque série de playoffs se déroule au meilleur des 7 matchs, la première équipe à 4 victoires passant au tour suivant. Dans chaque série, l'avantage du terrain est attribué à l'équipe ayant le plus de victoires, quel que soit son classement à l'issue de la saison régulière.
Les séries se déroulent de la manière suivante :
| Match | Équipe recevant |
| ----- | --------------- |
| 1     | Meilleur bilan  |
| 2     | Meilleur bilan  |
| 3     | Moins bon bilan |
| 4     | Moins bon bilan |
| 5     | Meilleur bilan  |
| 6     | Moins bon bilan |
| 7     | Meilleur bilan  |

## Équipes qualifiées
Trois équipes se sont qualifiées directement au cours de la dernière journée de la phase régulière.
| Boston Denver Philadelphie Oklahoma City Minneapolis Milwaukee Miami L.A. Lakers L.A. Clippers Sacramento Dallas New York Cleveland Orlando Indianapolis Phoenix Chicago Atlanta La Nouvelle-Orléans San Francisco |

### Conférence Est
| Rang | Équipe                 | Bilan | Obtention        | Obtention         | Obtention         | Obtention                       | Obtention          |
| Rang | Équipe                 | Bilan | Place en play-in | Place en playoffs | Titre de division | Meilleur bilan de la conférence | Meilleur bilan NBA |
| ---- | ---------------------- | ----- | ---------------- | ----------------- | ----------------- | ------------------------------- | ------------------ |
| 1    | Celtics de Boston      | 64-18 | —                | 14 mars           | 20 mars           | 24 mars                         | 3 avril            |
| 2    | Knicks de New York     | 50-32 | —                | 10 avril          | —                 | —                               | —                  |
| 3    | Bucks de Milwaukee     | 49-33 | —                | 7 avril           | 14 avril          | —                               | —                  |
| 4    | Cavaliers de Cleveland | 48-34 | —                | 12 avril          | —                 | —                               | —                  |
| 5    | Magic d'Orlando        | 47-35 | —                | 14 avril          | 14 avril          | —                               | —                  |
| 6    | Pacers de l'Indiana    | 47-35 | —                | 14 avril          | —                 | —                               | —                  |
| 7    | 76ers de Philadelphie  | 47-35 | 14 avril         | 17 avril          | —                 | —                               | —                  |
| 8    | Heat de Miami          | 46-36 | 14 avril         | 19 avril          | —                 | —                               | —                  |
| 9    | Bulls de Chicago       | 39-43 | 1er avril        | —                 | —                 | —                               | —                  |
| 10   | Hawks d'Atlanta        | 36-46 | 3 avril          | —                 | —                 | —                               | —                  |

### Conférence Ouest
| Rang | Équipe                          | Bilan | Obtention        | Obtention         | Obtention         | Obtention                       | Obtention          |
| Rang | Équipe                          | Bilan | Place en play-in | Place en playoffs | Titre de division | Meilleur bilan de la conférence | Meilleur bilan NBA |
| ---- | ------------------------------- | ----- | ---------------- | ----------------- | ----------------- | ------------------------------- | ------------------ |
| 1    | Thunder d'Oklahoma City         | 57-25 | —                | 1er avril         | 14 avril          | 14 avril                        | —                  |
| 2    | Nuggets de Denver               | 57-25 | —                | 31 mars           | —                 | —                               | —                  |
| 3    | Timberwolves du Minnesota       | 56-26 | —                | 31 mars           | —                 | —                               | —                  |
| 4    | Clippers de Los Angeles         | 51-31 | —                | 9 avril           | 9 avril           | —                               | —                  |
| 5    | Mavericks de Dallas             | 50-32 | —                | 9 avril           | 10 avril          | —                               | —                  |
| 6    | Suns de Phoenix                 | 49-33 | —                | 14 avril          | —                 | —                               | —                  |
| 7    | Pelicans de La Nouvelle-Orléans | 49-33 | 14 avril         | 19 avril          | —                 | —                               | —                  |
| 8    | Lakers de Los Angeles           | 47-35 | 10 avril         | 16 avril          | —                 | —                               | —                  |
| 9    | Kings de Sacramento             | 46-36 | 11 avril         | —                 | —                 | —                               | —                  |
| 10   | Warriors de Golden State        | 46-36 | 10 avril         | —                 | —                 | —                               | —                  |

## Play-in tournament
| Play-in tournament de la Conférence Est |                          |                          |                          |  |                        |                        |                        |  |   |       |                        |                        |  |
|                                         |                          |                          |                          |  |                        |                        |                        |  |   |       |                        |                        |  |
|                                         | Match pour la 7e place   |                          |                          |  |                        |                        |                        |  |   |       |                        |                        |  |
|                                         | 7                        | Philadelphie             | 105                      |  |                        |                        |                        |  |   |       | Qualifiées en playoffs | Qualifiées en playoffs |  |
| 8                                       | Miami                    | 104                      |                          |  | Match pour la 8e place | Match pour la 8e place | Match pour la 8e place |  |   | 7     | Philadelphie           |                        |  |
|                                         |                          |                          |                          |  | 8                      | Miami                  | 112                    |  | 8 | Miami |                        |                        |  |
|                                         | Barrage pour la 8e place | Barrage pour la 8e place | Barrage pour la 8e place |  | 9                      | Chicago                | 91                     |  |   |       |                        |                        |  |
|                                         | 9                        | Chicago                  | 131                      |  |                        |                        |                        |  |   |       |                        |                        |  |
| 10                                      | Atlanta                  | 116                      |                          |  |                        |                        |                        |  |   |       |                        |                        |  |

| Play-in tournament de la Conférence Ouest |                          |                          |                          |  |                        |                        |                        |  |   |                     |                        |                        |  |
|                                           |                          |                          |                          |  |                        |                        |                        |  |   |                     |                        |                        |  |
|                                           | Match pour la 7e place   |                          |                          |  |                        |                        |                        |  |   |                     |                        |                        |  |
|                                           | 7                        | La Nouvelle-Orléans      | 106                      |  |                        |                        |                        |  |   |                     | Qualifiées en playoffs | Qualifiées en playoffs |  |
| 8                                         | LA Lakers                | 110                      |                          |  | Match pour la 8e place | Match pour la 8e place | Match pour la 8e place |  |   | 7                   | LA Lakers              |                        |  |
|                                           |                          |                          |                          |  | 7                      | La Nouvelle-Orléans    | 105                    |  | 8 | La Nouvelle-Orléans |                        |                        |  |
|                                           | Barrage pour la 8e place | Barrage pour la 8e place | Barrage pour la 8e place |  | 9                      | Sacramento             | 98                     |  |   |                     |                        |                        |  |
|                                           | 9                        | Sacramento               | 118                      |  |                        |                        |                        |  |   |                     |                        |                        |  |
| 10                                        | Golden State             | 94                       |                          |  |                        |                        |                        |  |   |                     |                        |                        |  |

### Conférence Est

#### Match pour la7eplace: (7) 76ers de Philadelphie vs. Heat de Miami (8)
| 17 avril 2024 19h00 EDT | Rapport | Heat de Miami 104, 76ers de Philadelphie 105       | Heat de Miami 104, 76ers de Philadelphie 105 | Heat de Miami 104, 76ers de Philadelphie 105    |  | Wells Fargo Center, Philadelphie, Pennsylvanie Affluence : 19 788 Arbitres : Tony Brothers, Bill Kennedy, Mitchell Ervin | ESPN |
| 17 avril 2024 19h00 EDT | Rapport | Score par quart-temps : 23-22, 28-17, 23-30, 30-36 |                                              |                                                 |  | Wells Fargo Center, Philadelphie, Pennsylvanie Affluence : 19 788 Arbitres : Tony Brothers, Bill Kennedy, Mitchell Ervin | ESPN |
| 17 avril 2024 19h00 EDT | Rapport | Score par mi-temps : 51-39, 53-66                  |                                              |                                                 |  | Wells Fargo Center, Philadelphie, Pennsylvanie Affluence : 19 788 Arbitres : Tony Brothers, Bill Kennedy, Mitchell Ervin | ESPN |
| 17 avril 2024 19h00 EDT | Rapport | Tyler Herro, 25 Bam Adebayo, 12 Tyler Herro, 9     | Points Rebonds Passes d.                     | Joel Embiid, 23 Joel Embiid, 15 Maxey, Hield, 6 |  | Wells Fargo Center, Philadelphie, Pennsylvanie Affluence : 19 788 Arbitres : Tony Brothers, Bill Kennedy, Mitchell Ervin | ESPN |

#### Barrage pour la8eplace: (9) Bulls de Chicago vs. Hawks d'Atlanta (10)
| 17 avril 2024 21h30 EDT | Rapport | Hawks d'Atlanta 116, Bulls de Chicago 131           | Hawks d'Atlanta 116, Bulls de Chicago 131 | Hawks d'Atlanta 116, Bulls de Chicago 131          |  | State Farm Arena, Atlanta, Géorgie Affluence : 21 627 Arbitres : Sean Corbin, Marc Davis, Nick Buchert | ESPN |
| 17 avril 2024 21h30 EDT | Rapport | Score par quart-temps : 22-40, 45-33, 25-37, 24-21  |                                           |                                                    |  | State Farm Arena, Atlanta, Géorgie Affluence : 21 627 Arbitres : Sean Corbin, Marc Davis, Nick Buchert | ESPN |
| 17 avril 2024 21h30 EDT | Rapport | Score par mi-temps : 67-73, 49-58                   |                                           |                                                    |  | State Farm Arena, Atlanta, Géorgie Affluence : 21 627 Arbitres : Sean Corbin, Marc Davis, Nick Buchert | ESPN |
| 17 avril 2024 21h30 EDT | Rapport | Dejounte Murray, 30 Clint Capela, 17 Trae Young, 10 | Points Rebonds Passes d.                  | Coby White, 42 Nikola Vučević, 12 DeMar DeRozan, 9 |  | State Farm Arena, Atlanta, Géorgie Affluence : 21 627 Arbitres : Sean Corbin, Marc Davis, Nick Buchert | ESPN |

#### Match pour la8eplace: (8) Heat de Miami vs. Bulls de Chicago (9)
| 19 avril 2024 EDT | Rapport | Bulls de Chicago 91, Heat de Miami 112                 | Bulls de Chicago 91, Heat de Miami 112 | Bulls de Chicago 91, Heat de Miami 112         |  | Kaseya Center, Miami, Floride Affluence : 19 600 Arbitres : Zach Zarba, Sean Wright, Justin Van Duyne | ESPN |
| 19 avril 2024 EDT | Rapport | Score par quart-temps : 17-34, 20-13, 23-35, 31-30     |                                        |                                                |  | Kaseya Center, Miami, Floride Affluence : 19 600 Arbitres : Zach Zarba, Sean Wright, Justin Van Duyne | ESPN |
| 19 avril 2024 EDT | Rapport | Score par mi-temps : 37-47, 54-65                      |                                        |                                                |  | Kaseya Center, Miami, Floride Affluence : 19 600 Arbitres : Zach Zarba, Sean Wright, Justin Van Duyne | ESPN |
| 19 avril 2024 EDT | Rapport | DeMar DeRozan, 22 Nikola Vučević, 14 Nikola Vučević, 5 | Points Rebonds Passes d.               | Tyler Herro, 24 Tyler Herro, 10 Tyler Herro, 9 |  | Kaseya Center, Miami, Floride Affluence : 19 600 Arbitres : Zach Zarba, Sean Wright, Justin Van Duyne | ESPN |

### Conférence Ouest

#### Match pour la7eplace: (7) Pelicans de La Nouvelle-Orléans vs. Lakers de Los Angeles (8)
| 16 avril 2024 19h30 EDT | Rapport | Lakers de Los Angeles 110, Pelicans de La Nouvelle-Orléans 106 | Lakers de Los Angeles 110, Pelicans de La Nouvelle-Orléans 106 | Lakers de Los Angeles 110, Pelicans de La Nouvelle-Orléans 106 |  | Smoothie King Center, La Nouvelle-Orléans, Louisiane Affluence : 18 591 Arbitres : Scott Foster, Curtis Blair, Eric Dalen | TNT |
| 16 avril 2024 19h30 EDT | Rapport | Score par quart-temps : 26-34, 34-16, 23-26, 27-30             |                                                                |                                                                |  | Smoothie King Center, La Nouvelle-Orléans, Louisiane Affluence : 18 591 Arbitres : Scott Foster, Curtis Blair, Eric Dalen | TNT |
| 16 avril 2024 19h30 EDT | Rapport | Score par mi-temps : 60-50, 50-56                              |                                                                |                                                                |  | Smoothie King Center, La Nouvelle-Orléans, Louisiane Affluence : 18 591 Arbitres : Scott Foster, Curtis Blair, Eric Dalen | TNT |
| 16 avril 2024 19h30 EDT | Rapport | LeBron James, 23 Anthony Davis, 15 LeBron James, 9             | Points Rebonds Passes d.                                       | Zion Williamson, 40 Larry Nance Jr., 12 Jose Alvarado, 7       |  | Smoothie King Center, La Nouvelle-Orléans, Louisiane Affluence : 18 591 Arbitres : Scott Foster, Curtis Blair, Eric Dalen | TNT |

#### Barrage pour la8eplace: (9) Kings de Sacramento vs. Warriors de Golden State (10)
| 16 avril 2024 22h00 EDT | Rapport | Warriors de Golden State 94, Kings de Sacramento 118      | Warriors de Golden State 94, Kings de Sacramento 118 | Warriors de Golden State 94, Kings de Sacramento 118       |  | Golden 1 Center, Sacramento, Californie Affluence : 18 304 Arbitres : Mark Lindsay, Marat Kogut, James Williams | TNT |
| 16 avril 2024 22h00 EDT | Rapport | Score par quart-temps : 22-31, 28-23, 26-37, 18-27        |                                                      |                                                            |  | Golden 1 Center, Sacramento, Californie Affluence : 18 304 Arbitres : Mark Lindsay, Marat Kogut, James Williams | TNT |
| 16 avril 2024 22h00 EDT | Rapport | Score par mi-temps : 50-54, 44-64                         |                                                      |                                                            |  | Golden 1 Center, Sacramento, Californie Affluence : 18 304 Arbitres : Mark Lindsay, Marat Kogut, James Williams | TNT |
| 16 avril 2024 22h00 EDT | Rapport | Stephen Curry, 22 Brandin Podziemski, 8 Draymond Green, 6 | Points Rebonds Passes d.                             | Keegan Murray, 32 Domantas Sabonis, 12 Domantas Sabonis, 7 |  | Golden 1 Center, Sacramento, Californie Affluence : 18 304 Arbitres : Mark Lindsay, Marat Kogut, James Williams | TNT |

#### Match pour la8eplace: (7) Pelicans de La Nouvelle-Orléans  vs. Kings de Sacramento (9)
| 19 avril 2024 21h30 EDT | Rapport | Kings de Sacramento 98, Pelicans de La Nouvelle-Orléans 105 | Kings de Sacramento 98, Pelicans de La Nouvelle-Orléans 105 | Kings de Sacramento 98, Pelicans de La Nouvelle-Orléans 105    |  | Smoothie King Center, La Nouvelle-Orléans, Louisiane Affluence : 18 656 Arbitres : Courtney Kirkland, Josh Tiven, Karl Lane | TNT |
| 19 avril 2024 21h30 EDT | Rapport | Score par quart-temps : 24-22, 21-32, 29-29, 24-22          |                                                             |                                                                |  | Smoothie King Center, La Nouvelle-Orléans, Louisiane Affluence : 18 656 Arbitres : Courtney Kirkland, Josh Tiven, Karl Lane | TNT |
| 19 avril 2024 21h30 EDT | Rapport | Score par mi-temps : 45-54, 53-51                           |                                                             |                                                                |  | Smoothie King Center, La Nouvelle-Orléans, Louisiane Affluence : 18 656 Arbitres : Courtney Kirkland, Josh Tiven, Karl Lane | TNT |
| 19 avril 2024 21h30 EDT | Rapport | De'Aaron Fox, 35 Domantas Sabonis, 14 Domantas Sabonis, 7   | Points Rebonds Passes d.                                    | Brandon Ingram, 24 Jonas Valančiūnas, 12 Ingram, Murphy III, 6 |  | Smoothie King Center, La Nouvelle-Orléans, Louisiane Affluence : 18 656 Arbitres : Courtney Kirkland, Josh Tiven, Karl Lane | TNT |

## Tableau
|  | 1er tour         | 1er tour                        | 1er tour                  |   |                           | Demi-finales de Conférence | Demi-finales de Conférence | Demi-finales de Conférence |  |   | Finales de Conférence | Finales de Conférence | Finales de Conférence |  |   | Finale NBA        | Finale NBA | Finale NBA |
|  |                  |                                 |                           |   |                           |                            |                            |                            |  |   |                       |                       |                       |  |   |                   |            |            |
|  | 1                | Celtics de Boston               | 4                         |   |                           |                            |                            |                            |  |   |                       |                       |                       |  |   |                   |            |            |
|  | 8                | Heat de Miami                   | 1                         |   |                           |                            |                            |                            |  |   |                       |                       |                       |  |   |                   |            |            |
|  | 8                | Heat de Miami                   | 1                         |   | 1                         | Celtics de Boston          | 4                          |                            |  |   |                       |                       |                       |  |   |                   |            |            |
|  |                  |                                 |                           |   | 1                         | Celtics de Boston          | 4                          |                            |  |   |                       |                       |                       |  |   |                   |            |            |
|  |                  | 4                               | Cavaliers de Cleveland    | 1 |                           |                            |                            |                            |  |   |                       |                       |                       |  |   |                   |            |            |
|  | 4                | 4                               | Cavaliers de Cleveland    | 1 | Cavaliers de Cleveland    | 4                          |                            |                            |  |   |                       |                       |                       |  |   |                   |            |            |
|  | 4                |                                 |                           |   | Cavaliers de Cleveland    | 4                          |                            |                            |  |   |                       |                       |                       |  |   |                   |            |            |
|  | 5                | Magic d'Orlando                 | 3                         |   |                           |                            |                            |                            |  |   |                       |                       |                       |  |   |                   |            |            |
|  | 5                | Magic d'Orlando                 | 3                         |   |                           |                            |                            |                            |  | 1 | Celtics de Boston     | 4                     |                       |  |   |                   |            |            |
|  | Conférence Est   |                                 |                           |   |                           |                            |                            |                            |  | 1 | Celtics de Boston     | 4                     |                       |  |   |                   |            |            |
|  |                  | 6                               | Pacers de l'Indiana       | 0 |                           |                            |                            |                            |  |   |                       |                       |                       |  |   |                   |            |            |
|  | 3                | 6                               | Pacers de l'Indiana       | 0 | Bucks de Milwaukee        | 2                          |                            |                            |  |   |                       |                       |                       |  |   |                   |            |            |
|  | 3                |                                 |                           |   | Bucks de Milwaukee        | 2                          |                            |                            |  |   |                       |                       |                       |  |   |                   |            |            |
|  | 6                | Pacers de l'Indiana             | 4                         |   |                           |                            |                            |                            |  |   |                       |                       |                       |  |   |                   |            |            |
|  | 6                | Pacers de l'Indiana             | 4                         |   | 6                         | Pacers de l'Indiana        | 4                          |                            |  |   |                       |                       |                       |  |   |                   |            |            |
|  |                  |                                 |                           |   | 6                         | Pacers de l'Indiana        | 4                          |                            |  |   |                       |                       |                       |  |   |                   |            |            |
|  |                  | 2                               | Knicks de New York        | 3 |                           |                            |                            |                            |  |   |                       |                       |                       |  |   |                   |            |            |
|  | 2                | 2                               | Knicks de New York        | 3 | Knicks de New York        | 4                          |                            |                            |  |   |                       |                       |                       |  |   |                   |            |            |
|  | 2                |                                 |                           |   | Knicks de New York        | 4                          |                            |                            |  |   |                       |                       |                       |  |   |                   |            |            |
|  | 7                | 76ers de Philadelphie           | 2                         |   |                           |                            |                            |                            |  |   |                       |                       |                       |  |   |                   |            |            |
|  | 7                | 76ers de Philadelphie           | 2                         |   |                           |                            |                            |                            |  |   |                       |                       |                       |  | 1 | Celtics de Boston | 4          |            |
|  |                  |                                 |                           |   |                           |                            |                            |                            |  |   |                       |                       |                       |  | 1 | Celtics de Boston | 4          |            |
|  |                  | 5                               | Mavericks de Dallas       | 1 |                           |                            |                            |                            |  |   |                       |                       |                       |  |   |                   |            |            |
|  | 1                | 5                               | Mavericks de Dallas       | 1 | Thunder d'Oklahoma City   | 4                          |                            |                            |  |   |                       |                       |                       |  |   |                   |            |            |
|  | 1                |                                 |                           |   | Thunder d'Oklahoma City   | 4                          |                            |                            |  |   |                       |                       |                       |  |   |                   |            |            |
|  | 8                | Pelicans de La Nouvelle-Orléans | 0                         |   |                           |                            |                            |                            |  |   |                       |                       |                       |  |   |                   |            |            |
|  | 8                | Pelicans de La Nouvelle-Orléans | 0                         |   | 1                         | Thunder d'Oklahoma City    | 2                          |                            |  |   |                       |                       |                       |  |   |                   |            |            |
|  |                  |                                 |                           |   | 1                         | Thunder d'Oklahoma City    | 2                          |                            |  |   |                       |                       |                       |  |   |                   |            |            |
|  |                  | 5                               | Mavericks de Dallas       | 4 |                           |                            |                            |                            |  |   |                       |                       |                       |  |   |                   |            |            |
|  | 4                | 5                               | Mavericks de Dallas       | 4 | Clippers de Los Angeles   | 2                          |                            |                            |  |   |                       |                       |                       |  |   |                   |            |            |
|  | 4                |                                 |                           |   | Clippers de Los Angeles   | 2                          |                            |                            |  |   |                       |                       |                       |  |   |                   |            |            |
|  | 5                | Mavericks de Dallas             | 4                         |   |                           |                            |                            |                            |  |   |                       |                       |                       |  |   |                   |            |            |
|  | 5                | Mavericks de Dallas             | 4                         |   |                           |                            |                            |                            |  | 5 | Mavericks de Dallas   | 4                     |                       |  |   |                   |            |            |
|  | Conférence Ouest |                                 |                           |   |                           |                            |                            |                            |  | 5 | Mavericks de Dallas   | 4                     |                       |  |   |                   |            |            |
|  |                  | 3                               | Timberwolves du Minnesota | 1 |                           |                            |                            |                            |  |   |                       |                       |                       |  |   |                   |            |            |
|  | 3                | 3                               | Timberwolves du Minnesota | 1 | Timberwolves du Minnesota | 4                          |                            |                            |  |   |                       |                       |                       |  |   |                   |            |            |
|  | 3                |                                 |                           |   | Timberwolves du Minnesota | 4                          |                            |                            |  |   |                       |                       |                       |  |   |                   |            |            |
|  | 6                | Suns de Phoenix                 | 0                         |   |                           |                            |                            |                            |  |   |                       |                       |                       |  |   |                   |            |            |
|  | 6                | Suns de Phoenix                 | 0                         |   | 3                         | Timberwolves du Minnesota  | 4                          |                            |  |   |                       |                       |                       |  |   |                   |            |            |
|  |                  |                                 |                           |   | 3                         | Timberwolves du Minnesota  | 4                          |                            |  |   |                       |                       |                       |  |   |                   |            |            |
|  |                  | 2                               | Nuggets de Denver         | 3 |                           |                            |                            |                            |  |   |                       |                       |                       |  |   |                   |            |            |
|  | 2                | 2                               | Nuggets de Denver         | 3 | Nuggets de Denver         | 4                          |                            |                            |  |   |                       |                       |                       |  |   |                   |            |            |
|  | 2                |                                 |                           |   | Nuggets de Denver         | 4                          |                            |                            |  |   |                       |                       |                       |  |   |                   |            |            |
|  | 7                | Lakers de Los Angeles           | 1                         |   |                           |                            |                            |                            |  |   |                       |                       |                       |  |   |                   |            |            |

## Premier tour

### Conférence Est

#### (1) Celtics de Boston vs. Heat de Miami (8)
| 21 avril 2024 13h00 EDT | Rapport | Heat de Miami 94, Celtics de Boston 114                | Heat de Miami 94, Celtics de Boston 114 | Heat de Miami 94, Celtics de Boston 114 |  | TD Garden, Boston, Massachusetts Affluence : 19 156 Arbitres : Josh Tiven, Bill Kennedy, Ray Acosta | ABC |
| 21 avril 2024 13h00 EDT | Rapport | Score par quart-temps : 21-26, 24-34, 14-31, 35-23     |                                         |                                         |  | TD Garden, Boston, Massachusetts Affluence : 19 156 Arbitres : Josh Tiven, Bill Kennedy, Ray Acosta | ABC |
| 21 avril 2024 13h00 EDT | Rapport | Score par mi-temps : 45-60, 49-54                      |                                         |                                         |  | TD Garden, Boston, Massachusetts Affluence : 19 156 Arbitres : Josh Tiven, Bill Kennedy, Ray Acosta | ABC |
| 21 avril 2024 13h00 EDT | Rapport | Bam Adebayo, 24 Adebayo, Jović, 6 Herro, Jaquez Jr., 4 | Points Rebonds Passes d.                | Jayson Tatum, 23 Jayson Tatum, 10       |  | TD Garden, Boston, Massachusetts Affluence : 19 156 Arbitres : Josh Tiven, Bill Kennedy, Ray Acosta | ABC |

| 24 avril 2024 19h00 EDT | Rapport | Heat de Miami 111, Celtics de Boston 101           | Heat de Miami 111, Celtics de Boston 101 | Heat de Miami 111, Celtics de Boston 101               |  | TD Garden, Boston, Massachusetts Affluence : 19 156 Arbitres : David Guthrie, Sean Wright, JB DeRosa | TNT |
| 24 avril 2024 19h00 EDT | Rapport | Score par quart-temps : 28-27, 30-34, 27-18, 26-22 |                                          |                                                        |  | TD Garden, Boston, Massachusetts Affluence : 19 156 Arbitres : David Guthrie, Sean Wright, JB DeRosa | TNT |
| 24 avril 2024 19h00 EDT | Rapport | Score par mi-temps : 58-61, 53-40                  |                                          |                                                        |  | TD Garden, Boston, Massachusetts Affluence : 19 156 Arbitres : David Guthrie, Sean Wright, JB DeRosa | TNT |
| 24 avril 2024 19h00 EDT | Rapport | Tyler Herro, 24 Bam Adebayo, 10 Tyler Herro, 14    | Points Rebonds Passes d.                 | Jaylen Brown, 33 Quatre joueurs, 8 White, Porziņģis, 4 |  | TD Garden, Boston, Massachusetts Affluence : 19 156 Arbitres : David Guthrie, Sean Wright, JB DeRosa | TNT |

| 27 avril 2024 18h00 EDT | Rapport | Celtics de Boston 104, Heat de Miami 84             | Celtics de Boston 104, Heat de Miami 84 | Celtics de Boston 104, Heat de Miami 84                 |  | Kaseya Center, Miami, Floride Affluence : 20 092 Arbitres : Mark Lindsay, James Williams, Jacyn Goble | TNT |
| 27 avril 2024 18h00 EDT | Rapport | Score par quart-temps : 21-12, 42-27, 24-22, 17-23  |                                         |                                                         |  | Kaseya Center, Miami, Floride Affluence : 20 092 Arbitres : Mark Lindsay, James Williams, Jacyn Goble | TNT |
| 27 avril 2024 18h00 EDT | Rapport | Score par mi-temps : 63-39, 41-45                   |                                         |                                                         |  | Kaseya Center, Miami, Floride Affluence : 20 092 Arbitres : Mark Lindsay, James Williams, Jacyn Goble | TNT |
| 27 avril 2024 18h00 EDT | Rapport | Tatum, Brown, 22 Jayson Tatum, 11 Tatum, Holiday, 6 | Points Rebonds Passes d.                | Bam Adebayo, 20 Bam Adebayo, 8 Jaquez Jr., Highsmith, 5 |  | Kaseya Center, Miami, Floride Affluence : 20 092 Arbitres : Mark Lindsay, James Williams, Jacyn Goble | TNT |

| 29 avril 2024 19h30 EDT | Rapport | Celtics de Boston 102, Heat de Miami 88            | Celtics de Boston 102, Heat de Miami 88 | Celtics de Boston 102, Heat de Miami 88        |  | Kaseya Center, Miami, Floride Affluence : 19 600 Arbitres : Courtney Kirkland, John Goble, Mitchell Ervin | TNT |
| 29 avril 2024 19h30 EDT | Rapport | Score par quart-temps : 34-24, 19-12, 28-23, 21-29 |                                         |                                                |  | Kaseya Center, Miami, Floride Affluence : 19 600 Arbitres : Courtney Kirkland, John Goble, Mitchell Ervin | TNT |
| 29 avril 2024 19h30 EDT | Rapport | Score par mi-temps : 53-36, 49-52                  |                                         |                                                |  | Kaseya Center, Miami, Floride Affluence : 19 600 Arbitres : Courtney Kirkland, John Goble, Mitchell Ervin | TNT |
| 29 avril 2024 19h30 EDT | Rapport | Derrick White, 38 Jayson Tatum, 11 Jrue Holiday, 6 | Points Rebonds Passes d.                | Bam Adebayo, 25 Bam Adebayo, 17 Bam Adebayo, 5 |  | Kaseya Center, Miami, Floride Affluence : 19 600 Arbitres : Courtney Kirkland, John Goble, Mitchell Ervin | TNT |

| 1er mai 2024 19h30 EDT | Rapport | Heat de Miami 84, Celtics de Boston 118            | Heat de Miami 84, Celtics de Boston 118 | Heat de Miami 84, Celtics de Boston 118           |  | TD Garden, Boston, Massachusetts Affluence : 19 156 Arbitres : Brian Forte, Marc Davis, Ben Taylor | TNT |
| 1er mai 2024 19h30 EDT | Rapport | Score par quart-temps : 23-41, 23-27, 20-30, 18-20 |                                         |                                                   |  | TD Garden, Boston, Massachusetts Affluence : 19 156 Arbitres : Brian Forte, Marc Davis, Ben Taylor | TNT |
| 1er mai 2024 19h30 EDT | Rapport | Score par mi-temps : 46-68, 38-50                  |                                         |                                                   |  | TD Garden, Boston, Massachusetts Affluence : 19 156 Arbitres : Brian Forte, Marc Davis, Ben Taylor | TNT |
| 1er mai 2024 19h30 EDT | Rapport | Bam Adebayo, 23 Nikola Jović, 7 Bam Adebayo, 6     | Points Rebonds Passes d.                | White, Brown, 25 Jayson Tatum, 12 Jrue Holiday, 5 |  | TD Garden, Boston, Massachusetts Affluence : 19 156 Arbitres : Brian Forte, Marc Davis, Ben Taylor | TNT |
| 1er mai 2024 19h30 EDT | Rapport | Boston remporte la série 4 à 1.                    |                                         |                                                   |  | TD Garden, Boston, Massachusetts Affluence : 19 156 Arbitres : Brian Forte, Marc Davis, Ben Taylor | TNT |

Matchs de saison régulière

#### (2) Knicks de New York vs. 76ers de Philadelphie (7)
| 20 avril 2024 18h00 EDT | Rapport | 76ers de Philadelphie 104, Knicks de New York 111  | 76ers de Philadelphie 104, Knicks de New York 111 | 76ers de Philadelphie 104, Knicks de New York 111 |  | Madison Square Garden, New York, New York Affluence : 19 812 Arbitres : Scott Foster, Brian Forte, Sean Corbin | ESPN |
| 20 avril 2024 18h00 EDT | Rapport | Score par quart-temps : 34-25, 12-33, 36-21, 22-32 |                                                   |                                                   |  | Madison Square Garden, New York, New York Affluence : 19 812 Arbitres : Scott Foster, Brian Forte, Sean Corbin | ESPN |
| 20 avril 2024 18h00 EDT | Rapport | Score par mi-temps : 46-58, 58-53                  |                                                   |                                                   |  | Madison Square Garden, New York, New York Affluence : 19 812 Arbitres : Scott Foster, Brian Forte, Sean Corbin | ESPN |
| 20 avril 2024 18h00 EDT | Rapport | Tyrese Maxey, 33 Tobias Harris, 9 Joel Embiid, 6   | Points Rebonds Passes d.                          | Brunson, Hart, 22 Josh Hart, 13 Jalen Brunson, 7  |  | Madison Square Garden, New York, New York Affluence : 19 812 Arbitres : Scott Foster, Brian Forte, Sean Corbin | ESPN |

| 22 avril 2024 19h30 EDT | Rapport | 76ers de Philadelphie 101, Knicks de New York 104  | 76ers de Philadelphie 101, Knicks de New York 104 | 76ers de Philadelphie 101, Knicks de New York 104 |  | Madison Square Garden, New York, New York Affluence : 19 812 Arbitres : John Goble, Courtney Kirkland, Gediminas Petraitis | TNT |
| 22 avril 2024 19h30 EDT | Rapport | Score par quart-temps : 25-18, 28-31, 21-30, 27-25 |                                                   |                                                   |  | Madison Square Garden, New York, New York Affluence : 19 812 Arbitres : John Goble, Courtney Kirkland, Gediminas Petraitis | TNT |
| 22 avril 2024 19h30 EDT | Rapport | Score par mi-temps : 53-49, 48-55                  |                                                   |                                                   |  | Madison Square Garden, New York, New York Affluence : 19 812 Arbitres : John Goble, Courtney Kirkland, Gediminas Petraitis | TNT |
| 22 avril 2024 19h30 EDT | Rapport | Tyrese Maxey, 35 Joel Embiid, 11 Tyrese Maxey, 10  | Points Rebonds Passes d.                          | Jalen Brunson, 24 Josh Hart, 15 Jalen Brunson, 6  |  | Madison Square Garden, New York, New York Affluence : 19 812 Arbitres : John Goble, Courtney Kirkland, Gediminas Petraitis | TNT |

| 25 avril 2024 19h30 EDT | Rapport | Knicks de New York 114, 76ers de Philadelphie 125        | Knicks de New York 114, 76ers de Philadelphie 125 | Knicks de New York 114, 76ers de Philadelphie 125 |  | Wells Fargo Center, Philadelphie, Pennsylvanie Affluence : 21 116 Arbitres : Zach Zarba, Kevin Cutler, James Williams | TNT |
| 25 avril 2024 19h30 EDT | Rapport | Score par quart-temps : 29-27, 29-28, 27-43, 29-27       |                                                   |                                                   |  | Wells Fargo Center, Philadelphie, Pennsylvanie Affluence : 21 116 Arbitres : Zach Zarba, Kevin Cutler, James Williams | TNT |
| 25 avril 2024 19h30 EDT | Rapport | Score par mi-temps : 58-55, 56-70                        |                                                   |                                                   |  | Wells Fargo Center, Philadelphie, Pennsylvanie Affluence : 21 116 Arbitres : Zach Zarba, Kevin Cutler, James Williams | TNT |
| 25 avril 2024 19h30 EDT | Rapport | Jalen Brunson, 39 Mitchell Robinson, 7 Jalen Brunson, 13 | Points Rebonds Passes d.                          | Joel Embiid, 50 Joel Embiid, 8 Tyrese Maxey, 7    |  | Wells Fargo Center, Philadelphie, Pennsylvanie Affluence : 21 116 Arbitres : Zach Zarba, Kevin Cutler, James Williams | TNT |

| 28 avril 2024 13h00 EDT | Rapport | Knicks de New York 97, 76ers de Philadelphie 92    | Knicks de New York 97, 76ers de Philadelphie 92 | Knicks de New York 97, 76ers de Philadelphie 92 |  | Wells Fargo Center, Philadelphie, Pennsylvanie Affluence : 21 048 Arbitres : David Guthrie, Sean Wright, Justin Van Duyne | ABC |
| 28 avril 2024 13h00 EDT | Rapport | Score par quart-temps : 17-27, 30-22, 30-27, 20-16 |                                                 |                                                 |  | Wells Fargo Center, Philadelphie, Pennsylvanie Affluence : 21 048 Arbitres : David Guthrie, Sean Wright, Justin Van Duyne | ABC |
| 28 avril 2024 13h00 EDT | Rapport | Score par mi-temps : 47-49, 50-43                  |                                                 |                                                 |  | Wells Fargo Center, Philadelphie, Pennsylvanie Affluence : 21 048 Arbitres : David Guthrie, Sean Wright, Justin Van Duyne | ABC |
| 28 avril 2024 13h00 EDT | Rapport | Jalen Brunson, 47 Josh Hart, 17 Jalen Brunson, 10  | Points Rebonds Passes d.                        | Joel Embiid, 27 Joel Embiid, 10 Kyle Lowry, 7   |  | Wells Fargo Center, Philadelphie, Pennsylvanie Affluence : 21 048 Arbitres : David Guthrie, Sean Wright, Justin Van Duyne | ABC |

| 30 avril 2024 19h00 EDT | Rapport | 76ers de Philadelphie 112, Knicks de New York 106                        | 76ers de Philadelphie 112, Knicks de New York 106 | 76ers de Philadelphie 112, Knicks de New York 106 | OT | Madison Square Garden, New York, New York Affluence : 19 812 Arbitres : James Capers, Curtis Blair, Nick Buchert, Aaron Smith | TNT |
| 30 avril 2024 19h00 EDT | Rapport | Score par quart-temps : 26-17, 17-32, 26-21, 28-27 ; prolongation : 15-9 |                                                   |                                                   | OT | Madison Square Garden, New York, New York Affluence : 19 812 Arbitres : James Capers, Curtis Blair, Nick Buchert, Aaron Smith | TNT |
| 30 avril 2024 19h00 EDT | Rapport | Score par mi-temps : 43-49, 69-57                                        |                                                   |                                                   | OT | Madison Square Garden, New York, New York Affluence : 19 812 Arbitres : James Capers, Curtis Blair, Nick Buchert, Aaron Smith | TNT |
| 30 avril 2024 19h00 EDT | Rapport | Tyrese Maxey, 46 Joel Embiid, 16 Joel Embiid, 10                         | Points Rebonds Passes d.                          | Jalen Brunson, 40 Josh Hart, 9 Jalen Brunson, 6   | OT | Madison Square Garden, New York, New York Affluence : 19 812 Arbitres : James Capers, Curtis Blair, Nick Buchert, Aaron Smith | TNT |

| 2 mai 2024 21h00 EDT | Rapport | Knicks de New York 118, 76ers de Philadelphie 115  | Knicks de New York 118, 76ers de Philadelphie 115 | Knicks de New York 118, 76ers de Philadelphie 115 |  | Wells Fargo Center, Philadelphie, Pennsylvanie Affluence : 21 093 Arbitres : Scott Foster, Bill Kennedy, Mark Lindsay | TNT |
| 2 mai 2024 21h00 EDT | Rapport | Score par quart-temps : 36-22, 15-32, 32-29, 35-32 |                                                   |                                                   |  | Wells Fargo Center, Philadelphie, Pennsylvanie Affluence : 21 093 Arbitres : Scott Foster, Bill Kennedy, Mark Lindsay | TNT |
| 2 mai 2024 21h00 EDT | Rapport | Score par mi-temps : 51-54, 67-61                  |                                                   |                                                   |  | Wells Fargo Center, Philadelphie, Pennsylvanie Affluence : 21 093 Arbitres : Scott Foster, Bill Kennedy, Mark Lindsay | TNT |
| 2 mai 2024 21h00 EDT | Rapport | Jalen Brunson, 41 Josh Hart, 14 Jalen Brunson, 12  | Points Rebonds Passes d.                          | Joel Embiid, 39 Joel Embiid, 13 Tyrese Maxey, 5   |  | Wells Fargo Center, Philadelphie, Pennsylvanie Affluence : 21 093 Arbitres : Scott Foster, Bill Kennedy, Mark Lindsay | TNT |
| 2 mai 2024 21h00 EDT | Rapport | New York remporte la série 4 à 2.                  |                                                   |                                                   |  | Wells Fargo Center, Philadelphie, Pennsylvanie Affluence : 21 093 Arbitres : Scott Foster, Bill Kennedy, Mark Lindsay | TNT |

Matchs de saison régulière

#### (3) Bucks de Milwaukee vs. Pacers de l'Indiana (6)
| 21 avril 2024 19h00 EDT | Rapport | Pacers de l'Indiana 94, Bucks de Milwaukee 109           | Pacers de l'Indiana 94, Bucks de Milwaukee 109 | Pacers de l'Indiana 94, Bucks de Milwaukee 109          |  | Fiserv Forum, Milwaukee, Wisconsin Affluence : 17 341 Arbitres : Zach Zarba, Tyler Ford, Marat Kogut | TNT |
| 21 avril 2024 19h00 EDT | Rapport | Score par quart-temps : 21-30, 21-39, 29-14, 23-26       |                                                |                                                         |  | Fiserv Forum, Milwaukee, Wisconsin Affluence : 17 341 Arbitres : Zach Zarba, Tyler Ford, Marat Kogut | TNT |
| 21 avril 2024 19h00 EDT | Rapport | Score par mi-temps : 42-69, 52-40                        |                                                |                                                         |  | Fiserv Forum, Milwaukee, Wisconsin Affluence : 17 341 Arbitres : Zach Zarba, Tyler Ford, Marat Kogut | TNT |
| 21 avril 2024 19h00 EDT | Rapport | Pascal Siakam, 36 Pascal Siakam, 13 Tyrese Haliburton, 8 | Points Rebonds Passes d.                       | Damian Lillard, 35 Bobby Portis, 11 Patrick Beverley, 8 |  | Fiserv Forum, Milwaukee, Wisconsin Affluence : 17 341 Arbitres : Zach Zarba, Tyler Ford, Marat Kogut | TNT |

| 23 avril 2024 20h30 EDT | Rapport | Pacers de l'Indiana 125, Bucks de Milwaukee 108           | Pacers de l'Indiana 125, Bucks de Milwaukee 108 | Pacers de l'Indiana 125, Bucks de Milwaukee 108        |  | Fiserv Forum, Milwaukee, Wisconsin Affluence : 17 683 Arbitres : Tony Brothers, James Williams, Jacyn Goble | NBA TV |
| 23 avril 2024 20h30 EDT | Rapport | Score par quart-temps : 30-26, 30-29, 32-28, 33-25        |                                                 |                                                        |  | Fiserv Forum, Milwaukee, Wisconsin Affluence : 17 683 Arbitres : Tony Brothers, James Williams, Jacyn Goble | NBA TV |
| 23 avril 2024 20h30 EDT | Rapport | Score par mi-temps : 60-55, 65-53                         |                                                 |                                                        |  | Fiserv Forum, Milwaukee, Wisconsin Affluence : 17 683 Arbitres : Tony Brothers, James Williams, Jacyn Goble | NBA TV |
| 23 avril 2024 20h30 EDT | Rapport | Pascal Siakam, 37 Pascal Siakam, 11 Tyrese Haliburton, 12 | Points Rebonds Passes d.                        | Damian Lillard, 34 Bobby Portis, 11 Khris Middleton, 6 |  | Fiserv Forum, Milwaukee, Wisconsin Affluence : 17 683 Arbitres : Tony Brothers, James Williams, Jacyn Goble | NBA TV |

| 26 avril 2024 17h30 EDT | Rapport | Bucks de Milwaukee 118, Pacers de l'Indiana 121                          | Bucks de Milwaukee 118, Pacers de l'Indiana 121 | Bucks de Milwaukee 118, Pacers de l'Indiana 121              | OT | Gainbridge Fieldhouse, Indianapolis, Indiana Affluence : 17 274 Arbitres : Ed Malloy, David Guthrie, Karl Lane | ESPN |
| 26 avril 2024 17h30 EDT | Rapport | Score par quart-temps : 22-39, 33-28, 28-23, 28-21 ; prolongation : 7-10 |                                                 |                                                              | OT | Gainbridge Fieldhouse, Indianapolis, Indiana Affluence : 17 274 Arbitres : Ed Malloy, David Guthrie, Karl Lane | ESPN |
| 26 avril 2024 17h30 EDT | Rapport | Score par mi-temps : 55-67, 63-54                                        |                                                 |                                                              | OT | Gainbridge Fieldhouse, Indianapolis, Indiana Affluence : 17 274 Arbitres : Ed Malloy, David Guthrie, Karl Lane | ESPN |
| 26 avril 2024 17h30 EDT | Rapport | Khris Middleton, 42 Bobby Portis, 18 Damian Lillard, 8                   | Points Rebonds Passes d.                        | Myles Turner, 29 Tyrese Haliburton, 10 Tyrese Haliburton, 16 | OT | Gainbridge Fieldhouse, Indianapolis, Indiana Affluence : 17 274 Arbitres : Ed Malloy, David Guthrie, Karl Lane | ESPN |

| 28 avril 2024 19h00 EDT | Rapport | Bucks de Milwaukee 113, Pacers de l'Indiana 126          | Bucks de Milwaukee 113, Pacers de l'Indiana 126 | Bucks de Milwaukee 113, Pacers de l'Indiana 126       |  | Gainbridge Fieldhouse, Indianapolis, Indiana Affluence : 17 274 Arbitres : James Capers, Brian Forte, Brent Barnaky, Aaron Smith | TNT |
| 28 avril 2024 19h00 EDT | Rapport | Score par quart-temps : 33-33, 31-34, 21-31, 28-28       |                                                 |                                                       |  | Gainbridge Fieldhouse, Indianapolis, Indiana Affluence : 17 274 Arbitres : James Capers, Brian Forte, Brent Barnaky, Aaron Smith | TNT |
| 28 avril 2024 19h00 EDT | Rapport | Score par mi-temps : 64-67, 49-59                        |                                                 |                                                       |  | Gainbridge Fieldhouse, Indianapolis, Indiana Affluence : 17 274 Arbitres : James Capers, Brian Forte, Brent Barnaky, Aaron Smith | TNT |
| 28 avril 2024 19h00 EDT | Rapport | Brook Lopez, 27 Khris Middleton, 10 Andre Jackson Jr., 7 | Points Rebonds Passes d.                        | Myles Turner, 29 Siakam, Turner, 9 Andrew Nembhard, 9 |  | Gainbridge Fieldhouse, Indianapolis, Indiana Affluence : 17 274 Arbitres : James Capers, Brian Forte, Brent Barnaky, Aaron Smith | TNT |

| 30 avril 2024 21h30 EDT | Rapport | Pacers de l'Indiana 92, Bucks de Milwaukee 115           | Pacers de l'Indiana 92, Bucks de Milwaukee 115 | Pacers de l'Indiana 92, Bucks de Milwaukee 115                 |  | Fiserv Forum, Milwaukee, Wisconsin Affluence : 17 341 Arbitres : Sean Corbin, Scott Foster, Sean Wright, Ashley Moyer-Gleich | TNT |
| 30 avril 2024 21h30 EDT | Rapport | Score par quart-temps : 31-23, 17-30, 19-34, 25-28       |                                                |                                                                |  | Fiserv Forum, Milwaukee, Wisconsin Affluence : 17 341 Arbitres : Sean Corbin, Scott Foster, Sean Wright, Ashley Moyer-Gleich | TNT |
| 30 avril 2024 21h30 EDT | Rapport | Score par mi-temps : 48-53, 44-62                        |                                                |                                                                |  | Fiserv Forum, Milwaukee, Wisconsin Affluence : 17 341 Arbitres : Sean Corbin, Scott Foster, Sean Wright, Ashley Moyer-Gleich | TNT |
| 30 avril 2024 21h30 EDT | Rapport | Tyrese Haliburton, 16 Obi Toppin, 6 Tyrese Haliburton, 6 | Points Rebonds Passes d.                       | Portis, Middleton, 29 Khris Middleton, 12 Patrick Beverley, 12 |  | Fiserv Forum, Milwaukee, Wisconsin Affluence : 17 341 Arbitres : Sean Corbin, Scott Foster, Sean Wright, Ashley Moyer-Gleich | TNT |

| 2 mai 2024 18h30 EDT | Rapport | Bucks de Milwaukee 98, Pacers de l'Indiana 120          | Bucks de Milwaukee 98, Pacers de l'Indiana 120 | Bucks de Milwaukee 98, Pacers de l'Indiana 120     |  | Gainbridge Fieldhouse, Indianapolis, Indiana Affluence : 17 274 Arbitres : Tony Brothers, Courtney Kirkland, Justin Van Duyne, Aaron Smith | TNT |
| 2 mai 2024 18h30 EDT | Rapport | Score par quart-temps : 24-33, 23-26, 31-34, 20-27      |                                                |                                                    |  | Gainbridge Fieldhouse, Indianapolis, Indiana Affluence : 17 274 Arbitres : Tony Brothers, Courtney Kirkland, Justin Van Duyne, Aaron Smith | TNT |
| 2 mai 2024 18h30 EDT | Rapport | Score par mi-temps : 47-59, 51-61                       |                                                |                                                    |  | Gainbridge Fieldhouse, Indianapolis, Indiana Affluence : 17 274 Arbitres : Tony Brothers, Courtney Kirkland, Justin Van Duyne, Aaron Smith | TNT |
| 2 mai 2024 18h30 EDT | Rapport | Damian Lillard, 28 Bobby Portis, 15 Patrick Beverley, 5 | Points Rebonds Passes d.                       | Obi Toppin, 21 Obi Toppin, 8 Tyrese Haliburton, 10 |  | Gainbridge Fieldhouse, Indianapolis, Indiana Affluence : 17 274 Arbitres : Tony Brothers, Courtney Kirkland, Justin Van Duyne, Aaron Smith | TNT |
| 2 mai 2024 18h30 EDT | Rapport | Indiana remporte la série 4 à 2.                        |                                                |                                                    |  | Gainbridge Fieldhouse, Indianapolis, Indiana Affluence : 17 274 Arbitres : Tony Brothers, Courtney Kirkland, Justin Van Duyne, Aaron Smith | TNT |

Matchs de saison régulière

#### (4) Cavaliers de Cleveland vs. Magic d'Orlando (5)
| 20 avril 2024 13h00 EDT | Rapport | Magic d'Orlando 83, Cavaliers de Cleveland 97               | Magic d'Orlando 83, Cavaliers de Cleveland 97 | Magic d'Orlando 83, Cavaliers de Cleveland 97            |  | Rocket Mortgage FieldHouse, Cleveland, Ohio Affluence : 19 432 Arbitres : James Williams, Mark Lindsay, Pat Fraher | ESPN |
| 20 avril 2024 13h00 EDT | Rapport | Score par quart-temps : 26-33, 15-20, 17-20, 25-24          |                                               |                                                          |  | Rocket Mortgage FieldHouse, Cleveland, Ohio Affluence : 19 432 Arbitres : James Williams, Mark Lindsay, Pat Fraher | ESPN |
| 20 avril 2024 13h00 EDT | Rapport | Score par mi-temps : 41-53, 42-44                           |                                               |                                                          |  | Rocket Mortgage FieldHouse, Cleveland, Ohio Affluence : 19 432 Arbitres : James Williams, Mark Lindsay, Pat Fraher | ESPN |
| 20 avril 2024 13h00 EDT | Rapport | Paolo Banchero, 24 Banchero, F. Wagner, 7 Paolo Banchero, 5 | Points Rebonds Passes d.                      | Donovan Mitchell, 30 Jarrett Allen, 18 Darius Garland, 8 |  | Rocket Mortgage FieldHouse, Cleveland, Ohio Affluence : 19 432 Arbitres : James Williams, Mark Lindsay, Pat Fraher | ESPN |

| 22 avril 2024 19h00 EDT | Rapport | Magic d'Orlando 86, Cavaliers de Cleveland 96      | Magic d'Orlando 86, Cavaliers de Cleveland 96 | Magic d'Orlando 86, Cavaliers de Cleveland 96           |  | Rocket Mortgage FieldHouse, Cleveland, Ohio Affluence : 19 432 Arbitres : James Capers, Ben Taylor, Brent Barnaky | NBA TV |
| 22 avril 2024 19h00 EDT | Rapport | Score par quart-temps : 18-30, 26-28, 21-22, 21-16 |                                               |                                                         |  | Rocket Mortgage FieldHouse, Cleveland, Ohio Affluence : 19 432 Arbitres : James Capers, Ben Taylor, Brent Barnaky | NBA TV |
| 22 avril 2024 19h00 EDT | Rapport | Score par mi-temps : 44-58, 42-38                  |                                               |                                                         |  | Rocket Mortgage FieldHouse, Cleveland, Ohio Affluence : 19 432 Arbitres : James Capers, Ben Taylor, Brent Barnaky | NBA TV |
| 22 avril 2024 19h00 EDT | Rapport | Paolo Banchero, 21 Franz Wagner, 7 Jalen Suggs, 5  | Points Rebonds Passes d.                      | Donovan Mitchell, 23 Jarrett Allen, 20 Trois joueurs, 4 |  | Rocket Mortgage FieldHouse, Cleveland, Ohio Affluence : 19 432 Arbitres : James Capers, Ben Taylor, Brent Barnaky | NBA TV |

| 25 avril 2024 19h00 EDT | Rapport | Cavaliers de Cleveland 83, Magic d'Orlando 121         | Cavaliers de Cleveland 83, Magic d'Orlando 121 | Cavaliers de Cleveland 83, Magic d'Orlando 121        |  | Kia Center, Orlando, Floride Affluence : 18 846 Arbitres : Scott Foster, Curtis Blair, Ashley Moyer-Gleich | NBA TV |
| 25 avril 2024 19h00 EDT | Rapport | Score par quart-temps : 21-31, 24-30, 16-35, 22-25     |                                                |                                                       |  | Kia Center, Orlando, Floride Affluence : 18 846 Arbitres : Scott Foster, Curtis Blair, Ashley Moyer-Gleich | NBA TV |
| 25 avril 2024 19h00 EDT | Rapport | Score par mi-temps : 45-61, 38-60                      |                                                |                                                       |  | Kia Center, Orlando, Floride Affluence : 18 846 Arbitres : Scott Foster, Curtis Blair, Ashley Moyer-Gleich | NBA TV |
| 25 avril 2024 19h00 EDT | Rapport | Allen, LeVert, 15 Jarrett Allen, 8 Donovan Mitchell, 7 | Points Rebonds Passes d.                       | Paolo Banchero, 31 Paolo Banchero, 14 Franz Wagner, 8 |  | Kia Center, Orlando, Floride Affluence : 18 846 Arbitres : Scott Foster, Curtis Blair, Ashley Moyer-Gleich | NBA TV |

| 27 avril 2024 13h00 EDT | Rapport | Cavaliers de Cleveland 89, Magic d'Orlando 112          | Cavaliers de Cleveland 89, Magic d'Orlando 112 | Cavaliers de Cleveland 89, Magic d'Orlando 112      |  | Kia Center, Orlando, Floride Affluence : 18 933 Arbitres : Courtney Kirkland, John Goble, Eric Dalen, Kevin Cutler | TNT |
| 27 avril 2024 13h00 EDT | Rapport | Score par quart-temps : 23-22, 37-29, 10-37, 19-24      |                                                |                                                     |  | Kia Center, Orlando, Floride Affluence : 18 933 Arbitres : Courtney Kirkland, John Goble, Eric Dalen, Kevin Cutler | TNT |
| 27 avril 2024 13h00 EDT | Rapport | Score par mi-temps : 60-51, 29-61                       |                                                |                                                     |  | Kia Center, Orlando, Floride Affluence : 18 933 Arbitres : Courtney Kirkland, John Goble, Eric Dalen, Kevin Cutler | TNT |
| 27 avril 2024 13h00 EDT | Rapport | Jarrett Allen, 21 Mobley, Allen, 9 Garland, Mitchell, 6 | Points Rebonds Passes d.                       | Franz Wagner, 34 Franz Wagner, 13 Paolo Banchero, 5 |  | Kia Center, Orlando, Floride Affluence : 18 933 Arbitres : Courtney Kirkland, John Goble, Eric Dalen, Kevin Cutler | TNT |

| 30 avril 2024 20h00 EDT | Rapport | Magic d'Orlando 103, Cavaliers de Cleveland 104           | Magic d'Orlando 103, Cavaliers de Cleveland 104 | Magic d'Orlando 103, Cavaliers de Cleveland 104        |  | Rocket Mortgage FieldHouse, Cleveland, Ohio Affluence : 19 432 Arbitres : Tony Brothers, Karl Lane, Dedric Taylor, Tyler Ford | NBA TV |
| 30 avril 2024 20h00 EDT | Rapport | Score par quart-temps : 23-33, 24-15, 23-27, 33-29        |                                                 |                                                        |  | Rocket Mortgage FieldHouse, Cleveland, Ohio Affluence : 19 432 Arbitres : Tony Brothers, Karl Lane, Dedric Taylor, Tyler Ford | NBA TV |
| 30 avril 2024 20h00 EDT | Rapport | Score par mi-temps : 47-48, 56-56                         |                                                 |                                                        |  | Rocket Mortgage FieldHouse, Cleveland, Ohio Affluence : 19 432 Arbitres : Tony Brothers, Karl Lane, Dedric Taylor, Tyler Ford | NBA TV |
| 30 avril 2024 20h00 EDT | Rapport | Paolo Banchero, 39 Wendell Carter Jr., 11 Franz Wagner, 6 | Points Rebonds Passes d.                        | Donovan Mitchell, 28 Evan Mobley, 13 Garland, Strus, 5 |  | Rocket Mortgage FieldHouse, Cleveland, Ohio Affluence : 19 432 Arbitres : Tony Brothers, Karl Lane, Dedric Taylor, Tyler Ford | NBA TV |

| 3 mai 2024 19h00 EDT | Rapport | Cavaliers de Cleveland 96, Magic d'Orlando 103          | Cavaliers de Cleveland 96, Magic d'Orlando 103 | Cavaliers de Cleveland 96, Magic d'Orlando 103           |  | Kia Center, Orlando, Floride Affluence : 19 193 Arbitres : Marc Davis, Josh Tiven, Gediminas Petraitis | ESPN |
| 3 mai 2024 19h00 EDT | Rapport | Score par quart-temps : 25-29, 24-24, 29-20, 18-30      |                                                |                                                          |  | Kia Center, Orlando, Floride Affluence : 19 193 Arbitres : Marc Davis, Josh Tiven, Gediminas Petraitis | ESPN |
| 3 mai 2024 19h00 EDT | Rapport | Score par mi-temps : 49-53, 47-50                       |                                                |                                                          |  | Kia Center, Orlando, Floride Affluence : 19 193 Arbitres : Marc Davis, Josh Tiven, Gediminas Petraitis | ESPN |
| 3 mai 2024 19h00 EDT | Rapport | Donovan Mitchell, 50 Strus, Morris, 8 Darius Garland, 5 | Points Rebonds Passes d.                       | Paolo Banchero, 27 Isaac, Carter Jr., 9 Trois joueurs, 4 |  | Kia Center, Orlando, Floride Affluence : 19 193 Arbitres : Marc Davis, Josh Tiven, Gediminas Petraitis | ESPN |

| 5 mai 2024 13h00 EDT | Rapport | Magic d'Orlando 94, Cavaliers de Cleveland 106        | Magic d'Orlando 94, Cavaliers de Cleveland 106 | Magic d'Orlando 94, Cavaliers de Cleveland 106           |  | Rocket Mortgage FieldHouse, Cleveland, Ohio Affluence : 19 432 Arbitres : Bill Kennedy, John Goble, Kevin Scott | ABC |
| 5 mai 2024 13h00 EDT | Rapport | Score par quart-temps : 24-18, 29-25, 15-33, 26-30    |                                                |                                                          |  | Rocket Mortgage FieldHouse, Cleveland, Ohio Affluence : 19 432 Arbitres : Bill Kennedy, John Goble, Kevin Scott | ABC |
| 5 mai 2024 13h00 EDT | Rapport | Score par mi-temps : 53-43, 41-63                     |                                                |                                                          |  | Rocket Mortgage FieldHouse, Cleveland, Ohio Affluence : 19 432 Arbitres : Bill Kennedy, John Goble, Kevin Scott | ABC |
| 5 mai 2024 13h00 EDT | Rapport | Paolo Banchero, 38 Paolo Banchero, 16 Franz Wagner, 6 | Points Rebonds Passes d.                       | Donovan Mitchell, 39 Evan Mobley, 16 Donovan Mitchell, 5 |  | Rocket Mortgage FieldHouse, Cleveland, Ohio Affluence : 19 432 Arbitres : Bill Kennedy, John Goble, Kevin Scott | ABC |
| 5 mai 2024 13h00 EDT | Rapport | Cleveland remporte la série 4 à 3.                    |                                                |                                                          |  | Rocket Mortgage FieldHouse, Cleveland, Ohio Affluence : 19 432 Arbitres : Bill Kennedy, John Goble, Kevin Scott | ABC |

Matchs de saison régulière

### Conférence Ouest

#### (1) Thunder d'Oklahoma City vs. Pelicans de La Nouvelle-Orléans (8)
| 21 avril 2024 21h30 EDT | Rapport | Pelicans de La Nouvelle-Orléans 92, Thunder d'Oklahoma City 94 | Pelicans de La Nouvelle-Orléans 92, Thunder d'Oklahoma City 94 | Pelicans de La Nouvelle-Orléans 92, Thunder d'Oklahoma City 94                     |  | Paycom Center, Oklahoma City, Oklahoma Affluence : 18 203 Arbitres : Tony Brothers, Kevin Scott, JT Orr | ABC |
| 21 avril 2024 21h30 EDT | Rapport | Score par quart-temps : 17-17, 26-26, 25-31, 24-20             |                                                                |                                                                                    |  | Paycom Center, Oklahoma City, Oklahoma Affluence : 18 203 Arbitres : Tony Brothers, Kevin Scott, JT Orr | ABC |
| 21 avril 2024 21h30 EDT | Rapport | Score par mi-temps : 43-43, 49-51                              |                                                                |                                                                                    |  | Paycom Center, Oklahoma City, Oklahoma Affluence : 18 203 Arbitres : Tony Brothers, Kevin Scott, JT Orr | ABC |
| 21 avril 2024 21h30 EDT | Rapport | Trey Murphy III, 21 Jonas Valančiūnas, 20 C. J. McCollum, 6    | Points Rebonds Passes d.                                       | Shai Gilgeous-Alexander, 28 Chet Holmgren, 11 Gilgeous-Alexander, Jal. Williams, 4 |  | Paycom Center, Oklahoma City, Oklahoma Affluence : 18 203 Arbitres : Tony Brothers, Kevin Scott, JT Orr | ABC |

| 24 avril 2024 21h30 EDT | Rapport | Pelicans de La Nouvelle-Orléans 92, Thunder d'Oklahoma City 124 | Pelicans de La Nouvelle-Orléans 92, Thunder d'Oklahoma City 124 | Pelicans de La Nouvelle-Orléans 92, Thunder d'Oklahoma City 124 |  | Paycom Center, Oklahoma City, Oklahoma Affluence : 18 203 Arbitres : James Capers, Tyler Ford, Pat Fraher | TNT |
| 24 avril 2024 21h30 EDT | Rapport | Score par quart-temps : 22-35, 28-28, 24-29, 18-32              |                                                                 |                                                                 |  | Paycom Center, Oklahoma City, Oklahoma Affluence : 18 203 Arbitres : James Capers, Tyler Ford, Pat Fraher | TNT |
| 24 avril 2024 21h30 EDT | Rapport | Score par mi-temps : 50-63, 42-51                               |                                                                 |                                                                 |  | Paycom Center, Oklahoma City, Oklahoma Affluence : 18 203 Arbitres : James Capers, Tyler Ford, Pat Fraher | TNT |
| 24 avril 2024 21h30 EDT | Rapport | Jonas Valančiūnas, 19 Jonas Valančiūnas, 7 C. J. McCollum, 4    | Points Rebonds Passes d.                                        | Shai Gilgeous-Alexander, 33 Chet Holmgren, 7 Jalen Williams, 7  |  | Paycom Center, Oklahoma City, Oklahoma Affluence : 18 203 Arbitres : James Capers, Tyler Ford, Pat Fraher | TNT |

| 27 avril 2024 15h30EDT | Rapport | Thunder d'Oklahoma City 106, Pelicans de La Nouvelle-Orléans 85          | Thunder d'Oklahoma City 106, Pelicans de La Nouvelle-Orléans 85 | Thunder d'Oklahoma City 106, Pelicans de La Nouvelle-Orléans 85 |  | Smoothie King Center, La Nouvelle-Orléans, Louisiane Affluence : 18 659 Arbitres : Marc Davis, Mitchell Ervin, Gediminas Petraitis | TNT |
| 27 avril 2024 15h30EDT | Rapport | Score par quart-temps : 23-19, 37-27, 25-23, 21-16                       |                                                                 |                                                                 |  | Smoothie King Center, La Nouvelle-Orléans, Louisiane Affluence : 18 659 Arbitres : Marc Davis, Mitchell Ervin, Gediminas Petraitis | TNT |
| 27 avril 2024 15h30EDT | Rapport | Score par mi-temps : 60-47, 46-39                                        |                                                                 |                                                                 |  | Smoothie King Center, La Nouvelle-Orléans, Louisiane Affluence : 18 659 Arbitres : Marc Davis, Mitchell Ervin, Gediminas Petraitis | TNT |
| 27 avril 2024 15h30EDT | Rapport | Shai Gilgeous-Alexander, 24 Jalen Williams, 9 Shai Gilgeous-Alexander, 8 | Points Rebonds Passes d.                                        | Brandon Ingram, 19 Larry Nance Jr., 13 C. J. McCollum, 7        |  | Smoothie King Center, La Nouvelle-Orléans, Louisiane Affluence : 18 659 Arbitres : Marc Davis, Mitchell Ervin, Gediminas Petraitis | TNT |

| 29 avril 2024 20h30 EDT | Rapport | Thunder d'Oklahoma City 97, Pelicans de La Nouvelle-Orléans 89                     | Thunder d'Oklahoma City 97, Pelicans de La Nouvelle-Orléans 89 | Thunder d'Oklahoma City 97, Pelicans de La Nouvelle-Orléans 89 |  | Smoothie King Center, La Nouvelle-Orléans, Louisiane Affluence : 18 487 Arbitres : Josh Tiven, Bill Kennedy, Ed Malloy | NBA TV |
| 29 avril 2024 20h30 EDT | Rapport | Score par quart-temps : 21-21, 23-22, 26-28, 27-18                                 |                                                                |                                                                |  | Smoothie King Center, La Nouvelle-Orléans, Louisiane Affluence : 18 487 Arbitres : Josh Tiven, Bill Kennedy, Ed Malloy | NBA TV |
| 29 avril 2024 20h30 EDT | Rapport | Score par mi-temps : 44-43, 53-46                                                  |                                                                |                                                                |  | Smoothie King Center, La Nouvelle-Orléans, Louisiane Affluence : 18 487 Arbitres : Josh Tiven, Bill Kennedy, Ed Malloy | NBA TV |
| 29 avril 2024 20h30 EDT | Rapport | Gilgeous-Alexander, Jal. Williams, 24 Shai Gilgeous-Alexander, 10 Chet Holmgren, 5 | Points Rebonds Passes d.                                       | C. J. McCollum, 20 Jonas Valančiūnas, 13 Brandon Ingram, 6     |  | Smoothie King Center, La Nouvelle-Orléans, Louisiane Affluence : 18 487 Arbitres : Josh Tiven, Bill Kennedy, Ed Malloy | NBA TV |
| 29 avril 2024 20h30 EDT | Rapport | Oklahoma City remporte la série 4 à 0.                                             |                                                                |                                                                |  | Smoothie King Center, La Nouvelle-Orléans, Louisiane Affluence : 18 487 Arbitres : Josh Tiven, Bill Kennedy, Ed Malloy | NBA TV |

Matchs de saison régulière

#### (2) Nuggets de Denver vs. Lakers de Los Angeles (7)
| 20 avril 2024 20h30 EDT | Rapport | Lakers de Los Angeles 103, Nuggets de Denver 114    | Lakers de Los Angeles 103, Nuggets de Denver 114 | Lakers de Los Angeles 103, Nuggets de Denver 114   |  | Ball Arena, Denver, Colorado Affluence : 19 731 Arbitres : John Goble, Mitchell Ervin, Nick Buchert | ABC |
| 20 avril 2024 20h30 EDT | Rapport | Score par quart-temps : 33-25, 27-32, 18-32, 25-25  |                                                  |                                                    |  | Ball Arena, Denver, Colorado Affluence : 19 731 Arbitres : John Goble, Mitchell Ervin, Nick Buchert | ABC |
| 20 avril 2024 20h30 EDT | Rapport | Score par mi-temps : 60-57, 43-57                   |                                                  |                                                    |  | Ball Arena, Denver, Colorado Affluence : 19 731 Arbitres : John Goble, Mitchell Ervin, Nick Buchert | ABC |
| 20 avril 2024 20h30 EDT | Rapport | Anthony Davis, 32 Anthony Davis, 14 LeBron James, 8 | Points Rebonds Passes d.                         | Nikola Jokić, 32 Nikola Jokić, 12 Jamal Murray, 10 |  | Ball Arena, Denver, Colorado Affluence : 19 731 Arbitres : John Goble, Mitchell Ervin, Nick Buchert | ABC |

| 22 avril 2024 22h00 EDT | Rapport | Lakers de Los Angeles 99, Nuggets de Denver 101      | Lakers de Los Angeles 99, Nuggets de Denver 101 | Lakers de Los Angeles 99, Nuggets de Denver 101 |  | Ball Arena, Denver, Colorado Affluence : 19 711 Arbitres : Scott Foster, Curtis Blair, Sean Wright | TNT |
| 22 avril 2024 22h00 EDT | Rapport | Score par quart-temps : 28-24, 31-20, 20-25, 20-32   |                                                 |                                                 |  | Ball Arena, Denver, Colorado Affluence : 19 711 Arbitres : Scott Foster, Curtis Blair, Sean Wright | TNT |
| 22 avril 2024 22h00 EDT | Rapport | Score par mi-temps : 59-44, 40-57                    |                                                 |                                                 |  | Ball Arena, Denver, Colorado Affluence : 19 711 Arbitres : Scott Foster, Curtis Blair, Sean Wright | TNT |
| 22 avril 2024 22h00 EDT | Rapport | Anthony Davis, 32 Anthony Davis, 11 LeBron James, 12 | Points Rebonds Passes d.                        | Nikola Jokić, 27 Nikola Jokić, 10               |  | Ball Arena, Denver, Colorado Affluence : 19 711 Arbitres : Scott Foster, Curtis Blair, Sean Wright | TNT |

| 25 avril 2024 22h00 EDT | Rapport | Nuggets de Denver 112, Lakers de Los Angeles 105    | Nuggets de Denver 112, Lakers de Los Angeles 105 | Nuggets de Denver 112, Lakers de Los Angeles 105    |  | Crypto.com Arena, Los Angeles, Californie Affluence : 18 997 Arbitres : Mark Davis, Mark Lidsay, Josh Tiven | TNT |
| 25 avril 2024 22h00 EDT | Rapport | Score par quart-temps : 23-33, 26-20, 34-22, 29-30  |                                                  |                                                     |  | Crypto.com Arena, Los Angeles, Californie Affluence : 18 997 Arbitres : Mark Davis, Mark Lidsay, Josh Tiven | TNT |
| 25 avril 2024 22h00 EDT | Rapport | Score par mi-temps : 49-53, 63-52                   |                                                  |                                                     |  | Crypto.com Arena, Los Angeles, Californie Affluence : 18 997 Arbitres : Mark Davis, Mark Lidsay, Josh Tiven | TNT |
| 25 avril 2024 22h00 EDT | Rapport | Aaron Gordon, 29 Gordon, Jokić, 15 Jokić, Murray, 9 | Points Rebonds Passes d.                         | Anthony Davis, 33 Anthony Davis, 15 LeBron James, 9 |  | Crypto.com Arena, Los Angeles, Californie Affluence : 18 997 Arbitres : Mark Davis, Mark Lidsay, Josh Tiven | TNT |

| 27 avril 2024 20h30 EDT | Rapport | Nuggets de Denver 108, Lakers de Los Angeles 119   | Nuggets de Denver 108, Lakers de Los Angeles 119 | Nuggets de Denver 108, Lakers de Los Angeles 119    |  | Crypto.com Arena, Los Angeles, Californie Affluence : 18 997 Arbitres : Sean Corbin, Zach Zarba, Tyler Ford | ABC |
| 27 avril 2024 20h30 EDT | Rapport | Score par quart-temps : 23-28, 25-33, 32-30, 28-28 |                                                  |                                                     |  | Crypto.com Arena, Los Angeles, Californie Affluence : 18 997 Arbitres : Sean Corbin, Zach Zarba, Tyler Ford | ABC |
| 27 avril 2024 20h30 EDT | Rapport | Score par mi-temps : 48-61, 60-58                  |                                                  |                                                     |  | Crypto.com Arena, Los Angeles, Californie Affluence : 18 997 Arbitres : Sean Corbin, Zach Zarba, Tyler Ford | ABC |
| 27 avril 2024 20h30 EDT | Rapport | Nikola Jokić, 33 Nikola Jokić, 14                  | Points Rebonds Passes d.                         | LeBron James, 28 Anthony Davis, 23 Davis, Reaves, 6 |  | Crypto.com Arena, Los Angeles, Californie Affluence : 18 997 Arbitres : Sean Corbin, Zach Zarba, Tyler Ford | ABC |

| 29 avril 2024 22h00 EDT | Rapport | Lakers de Los Angeles 106, Nuggets de Denver 108    | Lakers de Los Angeles 106, Nuggets de Denver 108 | Lakers de Los Angeles 106, Nuggets de Denver 108  |  | Ball Arena, Denver, Colorado Affluence : 19 861 Arbitres : James Williams, Kevin Scott, Gediminas Petraitis | TNT |
| 29 avril 2024 22h00 EDT | Rapport | Score par quart-temps : 24-28, 29-22, 26-31, 27-27  |                                                  |                                                   |  | Ball Arena, Denver, Colorado Affluence : 19 861 Arbitres : James Williams, Kevin Scott, Gediminas Petraitis | TNT |
| 29 avril 2024 22h00 EDT | Rapport | Score par mi-temps : 53-50, 53-58                   |                                                  |                                                   |  | Ball Arena, Denver, Colorado Affluence : 19 861 Arbitres : James Williams, Kevin Scott, Gediminas Petraitis | TNT |
| 29 avril 2024 22h00 EDT | Rapport | LeBron James, 30 Anthony Davis, 15 LeBron James, 11 | Points Rebonds Passes d.                         | Jamal Murray, 32 Nikola Jokić, 20 Nikola Jokić, 9 |  | Ball Arena, Denver, Colorado Affluence : 19 861 Arbitres : James Williams, Kevin Scott, Gediminas Petraitis | TNT |
| 29 avril 2024 22h00 EDT | Rapport | Denver remporte la série 4 à 1.                     |                                                  |                                                   |  | Ball Arena, Denver, Colorado Affluence : 19 861 Arbitres : James Williams, Kevin Scott, Gediminas Petraitis | TNT |

Matchs de saison régulière

#### (3) Timberwolves du Minnesota vs. Suns de Phoenix (6)
| 20 avril 2024 15h30 EDT | Rapport | Suns de Phoenix 95, Timberwolves du Minnesota 120  | Suns de Phoenix 95, Timberwolves du Minnesota 120 | Suns de Phoenix 95, Timberwolves du Minnesota 120       |  | Target Center, Minneapolis, Minnesota Affluence : 19 478 Arbitres : Marc Davis, Ben Taylor, Aaron Smith | ESPN |
| 20 avril 2024 15h30 EDT | Rapport | Score par quart-temps : 28-27, 23-34, 21-31, 23-28 |                                                   |                                                         |  | Target Center, Minneapolis, Minnesota Affluence : 19 478 Arbitres : Marc Davis, Ben Taylor, Aaron Smith | ESPN |
| 20 avril 2024 15h30 EDT | Rapport | Score par mi-temps : 51-61, 44-59                  |                                                   |                                                         |  | Target Center, Minneapolis, Minnesota Affluence : 19 478 Arbitres : Marc Davis, Ben Taylor, Aaron Smith | ESPN |
| 20 avril 2024 15h30 EDT | Rapport | Kevin Durant, 31 Kevin Durant, 7 Bradley Beal, 6   | Points Rebonds Passes d.                          | Anthony Edwards, 33 Rudy Gobert, 16 Mike Conley, Jr., 7 |  | Target Center, Minneapolis, Minnesota Affluence : 19 478 Arbitres : Marc Davis, Ben Taylor, Aaron Smith | ESPN |

| 23 avril 2024 19h30 EDT | Rapport | Suns de Phoenix 93, Timberwolves du Minnesota 105  | Suns de Phoenix 93, Timberwolves du Minnesota 105 | Suns de Phoenix 93, Timberwolves du Minnesota 105     |  | Target Center, Minneapolis, Minnesota Affluence : 19 310 Arbitres : Zach Zarba, Josh Tiven, Dedric Taylor | TNT |
| 23 avril 2024 19h30 EDT | Rapport | Score par quart-temps : 21-24, 30-26, 20-28, 22-27 |                                                   |                                                       |  | Target Center, Minneapolis, Minnesota Affluence : 19 310 Arbitres : Zach Zarba, Josh Tiven, Dedric Taylor | TNT |
| 23 avril 2024 19h30 EDT | Rapport | Score par mi-temps : 51-50, 42-55                  |                                                   |                                                       |  | Target Center, Minneapolis, Minnesota Affluence : 19 310 Arbitres : Zach Zarba, Josh Tiven, Dedric Taylor | TNT |
| 23 avril 2024 19h30 EDT | Rapport | Devin Booker, 20 Jusuf Nurkić, 14 Bradley Beal, 6  | Points Rebonds Passes d.                          | Jaden McDaniels, 25 Rudy Gobert, 9 Anthony Edwards, 8 |  | Target Center, Minneapolis, Minnesota Affluence : 19 310 Arbitres : Zach Zarba, Josh Tiven, Dedric Taylor | TNT |

| 26 avril 2024 22h30 EDT | Rapport | Timberwolves du Minnesota 126, Suns de Phoenix 109      | Timberwolves du Minnesota 126, Suns de Phoenix 109 | Timberwolves du Minnesota 126, Suns de Phoenix 109 |  | Footprint Center, Phoenix, Arizona Affluence : 17 071 Arbitres : Tony Brothers, Kevin Scott, JB DeRosa | ESPN |
| 26 avril 2024 22h30 EDT | Rapport | Score par quart-temps : 34-32, 25-21, 36-20, 31-36      |                                                    |                                                    |  | Footprint Center, Phoenix, Arizona Affluence : 17 071 Arbitres : Tony Brothers, Kevin Scott, JB DeRosa | ESPN |
| 26 avril 2024 22h30 EDT | Rapport | Score par mi-temps : 59-53, 67-56                       |                                                    |                                                    |  | Footprint Center, Phoenix, Arizona Affluence : 17 071 Arbitres : Tony Brothers, Kevin Scott, JB DeRosa | ESPN |
| 26 avril 2024 22h30 EDT | Rapport | Anthony Edwards, 36 Rudy Gobert, 14 Mike Conley, Jr., 7 | Points Rebonds Passes d.                           | Bradley Beal, 28 Jusuf Nurkić, 7 Devin Booker, 8   |  | Footprint Center, Phoenix, Arizona Affluence : 17 071 Arbitres : Tony Brothers, Kevin Scott, JB DeRosa | ESPN |

| 28 avril 2024 21h30 EDT | Rapport | Timberwolves du Minnesota 122, Suns de Phoenix 116             | Timberwolves du Minnesota 122, Suns de Phoenix 116 | Timberwolves du Minnesota 122, Suns de Phoenix 116 |  | Footprint Center, Phoenix, Arizona Affluence : 17 071 Arbitres : Scott Foster, Pat Fraher, Curtis Blair | TNT |
| 28 avril 2024 21h30 EDT | Rapport | Score par quart-temps : 25-25, 31-35, 34-31, 32-24             |                                                    |                                                    |  | Footprint Center, Phoenix, Arizona Affluence : 17 071 Arbitres : Scott Foster, Pat Fraher, Curtis Blair | TNT |
| 28 avril 2024 21h30 EDT | Rapport | Score par mi-temps : 56-61, 66-55                              |                                                    |                                                    |  | Footprint Center, Phoenix, Arizona Affluence : 17 071 Arbitres : Scott Foster, Pat Fraher, Curtis Blair | TNT |
| 28 avril 2024 21h30 EDT | Rapport | Anthony Edwards, 40 Karl-Anthony Towns, 10 Mike Conley, Jr., 7 | Points Rebonds Passes d.                           | Devin Booker, 49 Kevin Durant, 9 Devin Booker, 6   |  | Footprint Center, Phoenix, Arizona Affluence : 17 071 Arbitres : Scott Foster, Pat Fraher, Curtis Blair | TNT |
| 28 avril 2024 21h30 EDT | Rapport | Minnesota remporte la série 4 à 0.                             |                                                    |                                                    |  | Footprint Center, Phoenix, Arizona Affluence : 17 071 Arbitres : Scott Foster, Pat Fraher, Curtis Blair | TNT |

Matchs de saison régulière

#### (4) Clippers de Los Angeles vs. Mavericks de Dallas (5)
| 21 avril 2024 15h30 EDT | Rapport | Mavericks de Dallas 97, Clippers de Los Angeles 109 | Mavericks de Dallas 97, Clippers de Los Angeles 109 | Mavericks de Dallas 97, Clippers de Los Angeles 109 |  | Crypto.com Arena, Los Angeles, Californie Affluence : 19 370 Arbitres : David Guthrie, Ed Malloy, Karl Lane | ABC |
| 21 avril 2024 15h30 EDT | Rapport | Score par quart-temps : 22-34, 8-22, 34-31, 33-22   |                                                     |                                                     |  | Crypto.com Arena, Los Angeles, Californie Affluence : 19 370 Arbitres : David Guthrie, Ed Malloy, Karl Lane | ABC |
| 21 avril 2024 15h30 EDT | Rapport | Score par mi-temps : 30-56, 67-53                   |                                                     |                                                     |  | Crypto.com Arena, Los Angeles, Californie Affluence : 19 370 Arbitres : David Guthrie, Ed Malloy, Karl Lane | ABC |
| 21 avril 2024 15h30 EDT | Rapport | Luka Dončić, 33 Luka Dončić, 16 Luka Dončić, 6      | Points Rebonds Passes d.                            | James Harden, 28 Ivica Zubac, 15 James Harden, 8    |  | Crypto.com Arena, Los Angeles, Californie Affluence : 19 370 Arbitres : David Guthrie, Ed Malloy, Karl Lane | ABC |

| 23 avril 2024 22h00 EDT | Rapport | Mavericks de Dallas 96, Clippers de Los Angeles 93 | Mavericks de Dallas 96, Clippers de Los Angeles 93 | Mavericks de Dallas 96, Clippers de Los Angeles 93 |  | Crypto.com Arena, Los Angeles, Californie Affluence : 19 370 Arbitres : Marc Davis, Kevin Scott, Brian Forte | TNT |
| 23 avril 2024 22h00 EDT | Rapport | Score par quart-temps : 23-19, 22-22, 20-25, 31-27 |                                                    |                                                    |  | Crypto.com Arena, Los Angeles, Californie Affluence : 19 370 Arbitres : Marc Davis, Kevin Scott, Brian Forte | TNT |
| 23 avril 2024 22h00 EDT | Rapport | Score par mi-temps : 45-41, 51-52                  |                                                    |                                                    |  | Crypto.com Arena, Los Angeles, Californie Affluence : 19 370 Arbitres : Marc Davis, Kevin Scott, Brian Forte | TNT |
| 23 avril 2024 22h00 EDT | Rapport | Luka Dončić, 32 Dereck Lively II, 9 Luka Dončić, 9 | Points Rebonds Passes d.                           | George, Harden, 22 Ivica Zubac, 12 James Harden, 8 |  | Crypto.com Arena, Los Angeles, Californie Affluence : 19 370 Arbitres : Marc Davis, Kevin Scott, Brian Forte | TNT |

| 26 avril 2024 20h00 EDT | Rapport | Clippers de Los Angeles 90, Mavericks de Dallas 101   | Clippers de Los Angeles 90, Mavericks de Dallas 101 | Clippers de Los Angeles 90, Mavericks de Dallas 101 |  | American Airlines Center, Dallas, Texas Affluence : 20 402 Arbitres : James Capers, Bill Kennedy, Justin Van Duyne | ESPN |
| 26 avril 2024 20h00 EDT | Rapport | Score par quart-temps : 23-18, 18-36, 26-24, 23-23    |                                                     |                                                     |  | American Airlines Center, Dallas, Texas Affluence : 20 402 Arbitres : James Capers, Bill Kennedy, Justin Van Duyne | ESPN |
| 26 avril 2024 20h00 EDT | Rapport | Score par mi-temps : 41-54, 49-47                     |                                                     |                                                     |  | American Airlines Center, Dallas, Texas Affluence : 20 402 Arbitres : James Capers, Bill Kennedy, Justin Van Duyne | ESPN |
| 26 avril 2024 20h00 EDT | Rapport | Harden, Powell, 24 Kawhi Leonard, 9 George, Harden, 5 | Points Rebonds Passes d.                            | Luka Dončić, 22 Luka Dončić, 10 Luka Dončić, 9      |  | American Airlines Center, Dallas, Texas Affluence : 20 402 Arbitres : James Capers, Bill Kennedy, Justin Van Duyne | ESPN |

| 28 avril 2024 15h30 EDT | Rapport | Clippers de Los Angeles 116, Mavericks de Dallas 111 | Clippers de Los Angeles 116, Mavericks de Dallas 111 | Clippers de Los Angeles 116, Mavericks de Dallas 111 |  | American Airlines Center, Dallas, Texas Affluence : 20 411 Arbitres : Tony Brothers, Ben Taylor, Nick Buchert | ABC |
| 28 avril 2024 15h30 EDT | Rapport | Score par quart-temps : 39-16, 27-33, 16-29, 34-33   |                                                      |                                                      |  | American Airlines Center, Dallas, Texas Affluence : 20 411 Arbitres : Tony Brothers, Ben Taylor, Nick Buchert | ABC |
| 28 avril 2024 15h30 EDT | Rapport | Score par mi-temps : 66-49, 50-62                    |                                                      |                                                      |  | American Airlines Center, Dallas, Texas Affluence : 20 411 Arbitres : Tony Brothers, Ben Taylor, Nick Buchert | ABC |
| 28 avril 2024 15h30 EDT | Rapport | George, Harden, 33 George, Harden, 6 Paul George, 8  | Points Rebonds Passes d.                             | Kyrie Irving, 40 Luka Dončić, 10 Luka Dončić, 10     |  | American Airlines Center, Dallas, Texas Affluence : 20 411 Arbitres : Tony Brothers, Ben Taylor, Nick Buchert | ABC |

| 1er mai 2024 22h00 EDT | Rapport | Mavericks de Dallas 123, Clippers de Los Angeles 93  | Mavericks de Dallas 123, Clippers de Los Angeles 93 | Mavericks de Dallas 123, Clippers de Los Angeles 93 |  | Crypto.com Arena, Los Angeles, Californie Affluence : 19 370 Arbitres : Zach Zarba, James Williams, Mitchell Ervin | TNT |
| 1er mai 2024 22h00 EDT | Rapport | Score par quart-temps : 25-24, 31-22, 33-23, 34-24   |                                                     |                                                     |  | Crypto.com Arena, Los Angeles, Californie Affluence : 19 370 Arbitres : Zach Zarba, James Williams, Mitchell Ervin | TNT |
| 1er mai 2024 22h00 EDT | Rapport | Score par mi-temps : 56-46, 67-47                    |                                                     |                                                     |  | Crypto.com Arena, Los Angeles, Californie Affluence : 19 370 Arbitres : Zach Zarba, James Williams, Mitchell Ervin | TNT |
| 1er mai 2024 22h00 EDT | Rapport | Luka Dončić, 35 Lively II, Dončić, 7 Luka Dončić, 10 | Points Rebonds Passes d.                            | George, Zubac, 15 Paul George, 11 James Harden, 7   |  | Crypto.com Arena, Los Angeles, Californie Affluence : 19 370 Arbitres : Zach Zarba, James Williams, Mitchell Ervin | TNT |

| 3 mai 2024 21h30 EDT | Rapport | Clippers de Los Angeles 101, Mavericks de Dallas 114 | Clippers de Los Angeles 101, Mavericks de Dallas 114 | Clippers de Los Angeles 101, Mavericks de Dallas 114 |  | American Airlines Center, Dallas, Texas Affluence : 20 625 Arbitres : John Goble, Tyler Ford, Sean Wright | ESPN |
| 3 mai 2024 21h30 EDT | Rapport | Score par quart-temps : 26-34, 26-16, 20-35, 29-27   |                                                      |                                                      |  | American Airlines Center, Dallas, Texas Affluence : 20 625 Arbitres : John Goble, Tyler Ford, Sean Wright | ESPN |
| 3 mai 2024 21h30 EDT | Rapport | Score par mi-temps : 52-52, 49-62                    |                                                      |                                                      |  | American Airlines Center, Dallas, Texas Affluence : 20 625 Arbitres : John Goble, Tyler Ford, Sean Wright | ESPN |
| 3 mai 2024 21h30 EDT | Rapport | Norman Powell, 20 George, Zubac, 11 James Harden, 13 | Points Rebonds Passes d.                             | Kyrie Irving, 30 Dereck Lively II, 9 Luka Dončić, 13 |  | American Airlines Center, Dallas, Texas Affluence : 20 625 Arbitres : John Goble, Tyler Ford, Sean Wright | ESPN |
| 3 mai 2024 21h30 EDT | Rapport | Dallas remporte la série 4 à 2.                      |                                                      |                                                      |  | American Airlines Center, Dallas, Texas Affluence : 20 625 Arbitres : John Goble, Tyler Ford, Sean Wright | ESPN |

Matchs de saison régulière

## Demi-finales de conférence

### Conférence Est

#### (1) Celtics de Boston vs. Cavaliers de Cleveland (4)
| 7 mai 2024 19h00 EDT | Rapport | Cavaliers de Cleveland 95, Celtics de Boston 120          | Cavaliers de Cleveland 95, Celtics de Boston 120 | Cavaliers de Cleveland 95, Celtics de Boston 120  |  | TD Garden, Boston, Massachusetts Affluence : 19 156 Arbitres : Scott Foster, Curtis Blair, Mitchell Ervin | TNT |
| 7 mai 2024 19h00 EDT | Rapport | Score par quart-temps : 34-40, 15-19, 28-33, 18-28        |                                                  |                                                   |  | TD Garden, Boston, Massachusetts Affluence : 19 156 Arbitres : Scott Foster, Curtis Blair, Mitchell Ervin | TNT |
| 7 mai 2024 19h00 EDT | Rapport | Score par mi-temps : 49-59, 46-61                         |                                                  |                                                   |  | TD Garden, Boston, Massachusetts Affluence : 19 156 Arbitres : Scott Foster, Curtis Blair, Mitchell Ervin | TNT |
| 7 mai 2024 19h00 EDT | Rapport | Donovan Mitchell, 33 Evan Mobley, 13 Mitchell, Garland, 5 | Points Rebonds Passes d.                         | Jaylen Brown, 32 Jayson Tatum, 11 Tatum, White, 5 |  | TD Garden, Boston, Massachusetts Affluence : 19 156 Arbitres : Scott Foster, Curtis Blair, Mitchell Ervin | TNT |

| 9 mai 2024 19h00 EDT | Rapport | Cavaliers de Cleveland 118, Celtics de Boston 94         | Cavaliers de Cleveland 118, Celtics de Boston 94 | Cavaliers de Cleveland 118, Celtics de Boston 94 |  | TD Garden, Boston, Massachusetts Affluence : 19 156 Arbitres : John Goble, Bill Kennedy, Nick Buchert | ESPN |
| 9 mai 2024 19h00 EDT | Rapport | Score par quart-temps : 30-24, 24-30, 36-24, 28-16       |                                                  |                                                  |  | TD Garden, Boston, Massachusetts Affluence : 19 156 Arbitres : John Goble, Bill Kennedy, Nick Buchert | ESPN |
| 9 mai 2024 19h00 EDT | Rapport | Score par mi-temps : 54-54, 64-40                        |                                                  |                                                  |  | TD Garden, Boston, Massachusetts Affluence : 19 156 Arbitres : John Goble, Bill Kennedy, Nick Buchert | ESPN |
| 9 mai 2024 19h00 EDT | Rapport | Donovan Mitchell, 28 Evan Mobley, 10 Donovan Mitchell, 8 | Points Rebonds Passes d.                         | Jayson Tatum, 25 Jayson Tatum, 7 Jayson Tatum, 6 |  | TD Garden, Boston, Massachusetts Affluence : 19 156 Arbitres : John Goble, Bill Kennedy, Nick Buchert | ESPN |

| 11 mai 2024 20h30 EDT | Rapport | Celtics de Boston 106, Cavaliers de Cleveland 93   | Celtics de Boston 106, Cavaliers de Cleveland 93 | Celtics de Boston 106, Cavaliers de Cleveland 93      |  | Rocket Mortgage FieldHouse, Cleveland, Ohio Affluence : 19 432 Arbitres : Zach Zarba, James Williams, Mark Lindsay | ABC |
| 11 mai 2024 20h30 EDT | Rapport | Score par quart-temps : 30-28, 27-20, 27-21, 22-24 |                                                  |                                                       |  | Rocket Mortgage FieldHouse, Cleveland, Ohio Affluence : 19 432 Arbitres : Zach Zarba, James Williams, Mark Lindsay | ABC |
| 11 mai 2024 20h30 EDT | Rapport | Score par mi-temps : 57-48, 49-45                  |                                                  |                                                       |  | Rocket Mortgage FieldHouse, Cleveland, Ohio Affluence : 19 432 Arbitres : Zach Zarba, James Williams, Mark Lindsay | ABC |
| 11 mai 2024 20h30 EDT | Rapport | Jayson Tatum, 33 Jayson Tatum, 13 Jayson Tatum, 6  | Points Rebonds Passes d.                         | Donovan Mitchell, 33 Evan Mobley, 8 Darius Garland, 6 |  | Rocket Mortgage FieldHouse, Cleveland, Ohio Affluence : 19 432 Arbitres : Zach Zarba, James Williams, Mark Lindsay | ABC |

| 13 mai 2024 19h00 EDT | Rapport | Celtics de Boston 109, Cavaliers de Cleveland 102   | Celtics de Boston 109, Cavaliers de Cleveland 102 | Celtics de Boston 109, Cavaliers de Cleveland 102   |  | Rocket Mortgage FieldHouse, Cleveland, Ohio Affluence : 19 432 Arbitres : Marc Davis, Courtney Kirkland, Kevin Cutler, Tyler Ford | TNT |
| 13 mai 2024 19h00 EDT | Rapport | Score par quart-temps : 37-30, 25-27, 26-21, 21-24  |                                                   |                                                     |  | Rocket Mortgage FieldHouse, Cleveland, Ohio Affluence : 19 432 Arbitres : Marc Davis, Courtney Kirkland, Kevin Cutler, Tyler Ford | TNT |
| 13 mai 2024 19h00 EDT | Rapport | Score par mi-temps : 62-57, 47-45                   |                                                   |                                                     |  | Rocket Mortgage FieldHouse, Cleveland, Ohio Affluence : 19 432 Arbitres : Marc Davis, Courtney Kirkland, Kevin Cutler, Tyler Ford | TNT |
| 13 mai 2024 19h00 EDT | Rapport | Jayson Tatum, 33 Jayson Tatum, 11 Tatum, Holiday, 5 | Points Rebonds Passes d.                          | Darius Garland, 30 Evan Mobley, 9 Garland, Strus, 7 |  | Rocket Mortgage FieldHouse, Cleveland, Ohio Affluence : 19 432 Arbitres : Marc Davis, Courtney Kirkland, Kevin Cutler, Tyler Ford | TNT |

| 15 mai 2024 19h00 EDT | Rapport | Cavaliers de Cleveland 98, Celtics de Boston 113   | Cavaliers de Cleveland 98, Celtics de Boston 113 | Cavaliers de Cleveland 98, Celtics de Boston 113 |  | TD Garden, Boston, Massachusetts Affluence : 19 156 Arbitres : Tony Brothers, David Guthrie, Ben Taylor | TNT |
| 15 mai 2024 19h00 EDT | Rapport | Score par quart-temps : 28-28, 24-30, 26-27, 20-28 |                                                  |                                                  |  | TD Garden, Boston, Massachusetts Affluence : 19 156 Arbitres : Tony Brothers, David Guthrie, Ben Taylor | TNT |
| 15 mai 2024 19h00 EDT | Rapport | Score par mi-temps : 52-58, 46-55                  |                                                  |                                                  |  | TD Garden, Boston, Massachusetts Affluence : 19 156 Arbitres : Tony Brothers, David Guthrie, Ben Taylor | TNT |
| 15 mai 2024 19h00 EDT | Rapport | Evan Mobley, 33 Mobley, Strus, 7 Garland, Strus, 9 | Points Rebonds Passes d.                         | Jayson Tatum, 25 Al Horford, 15 Jayson Tatum, 9  |  | TD Garden, Boston, Massachusetts Affluence : 19 156 Arbitres : Tony Brothers, David Guthrie, Ben Taylor | TNT |
| 15 mai 2024 19h00 EDT | Rapport | Boston remporte la série 4 à 1.                    |                                                  |                                                  |  | TD Garden, Boston, Massachusetts Affluence : 19 156 Arbitres : Tony Brothers, David Guthrie, Ben Taylor | TNT |

Matchs de saison régulière

#### (2) Knicks de New York vs. Pacers de l'Indiana (6)
| 6 mai 2024 19h30 EDT | Rapport | Pacers de l'Indiana 117, Knicks de New York 121        | Pacers de l'Indiana 117, Knicks de New York 121 | Pacers de l'Indiana 117, Knicks de New York 121 |  | Madison Square Garden, New York, New York Affluence : 19 812 Arbitres : Zach Zarba, Sean Wright, Tyler Ford | TNT |
| 6 mai 2024 19h30 EDT | Rapport | Score par quart-temps : 24-27, 31-22, 32-33, 30-39     |                                                 |                                                 |  | Madison Square Garden, New York, New York Affluence : 19 812 Arbitres : Zach Zarba, Sean Wright, Tyler Ford | TNT |
| 6 mai 2024 19h30 EDT | Rapport | Score par mi-temps : 55-49, 62-72                      |                                                 |                                                 |  | Madison Square Garden, New York, New York Affluence : 19 812 Arbitres : Zach Zarba, Sean Wright, Tyler Ford | TNT |
| 6 mai 2024 19h30 EDT | Rapport | Myles Turner, 23 Trois joueurs, 6 Tyrese Haliburton, 8 | Points Rebonds Passes d.                        | Jalen Brunson, 43 Josh Hart, 13 Josh Hart, 8    |  | Madison Square Garden, New York, New York Affluence : 19 812 Arbitres : Zach Zarba, Sean Wright, Tyler Ford | TNT |

| 8 mai 2024 20h00 EDT | Rapport | Pacers de l'Indiana 121, Knicks de New York 130            | Pacers de l'Indiana 121, Knicks de New York 130 | Pacers de l'Indiana 121, Knicks de New York 130       |  | Madison Square Garden, New York, New York Affluence : 19 812 Arbitres : Marc Davis, Josh Tiven, JB DeRosa | TNT |
| 8 mai 2024 20h00 EDT | Rapport | Score par quart-temps : 36-36, 37-27, 18-36, 30-31         |                                                 |                                                       |  | Madison Square Garden, New York, New York Affluence : 19 812 Arbitres : Marc Davis, Josh Tiven, JB DeRosa | TNT |
| 8 mai 2024 20h00 EDT | Rapport | Score par mi-temps : 73-63, 48-67                          |                                                 |                                                       |  | Madison Square Garden, New York, New York Affluence : 19 812 Arbitres : Marc Davis, Josh Tiven, JB DeRosa | TNT |
| 8 mai 2024 20h00 EDT | Rapport | Tyrese Haliburton, 34 Pascal Siakam, 9 T. J. McConnell, 12 | Points Rebonds Passes d.                        | Jalen Brunson, 29 Josh Hart, 15 Isaiah Hartenstein, 8 |  | Madison Square Garden, New York, New York Affluence : 19 812 Arbitres : Marc Davis, Josh Tiven, JB DeRosa | TNT |

| 10 mai 2024 19h00 EDT | Rapport | Knicks de New York 106, Pacers de l'Indiana 111     | Knicks de New York 106, Pacers de l'Indiana 111 | Knicks de New York 106, Pacers de l'Indiana 111             |  | Gainbridge Fieldhouse, Indianapolis, Indiana Affluence : 17 274 Arbitres : James Capers, Kevin Scott, Brent Barnaky | ESPN |
| 10 mai 2024 19h00 EDT | Rapport | Score par quart-temps : 20-29, 38-34, 32-22, 16-26  |                                                 |                                                             |  | Gainbridge Fieldhouse, Indianapolis, Indiana Affluence : 17 274 Arbitres : James Capers, Kevin Scott, Brent Barnaky | ESPN |
| 10 mai 2024 19h00 EDT | Rapport | Score par mi-temps : 58-63, 48-48                   |                                                 |                                                             |  | Gainbridge Fieldhouse, Indianapolis, Indiana Affluence : 17 274 Arbitres : James Capers, Kevin Scott, Brent Barnaky | ESPN |
| 10 mai 2024 19h00 EDT | Rapport | Donte DiVincenzo, 35 Josh Hart, 18 Jalen Brunson, 6 | Points Rebonds Passes d.                        | Tyrese Haliburton, 35 Myles Turner, 10 Tyrese Haliburton, 7 |  | Gainbridge Fieldhouse, Indianapolis, Indiana Affluence : 17 274 Arbitres : James Capers, Kevin Scott, Brent Barnaky | ESPN |

| 12 mai 2024 15h30 EDT | Rapport | Knicks de New York 89, Pacers de l'Indiana 121     | Knicks de New York 89, Pacers de l'Indiana 121 | Knicks de New York 89, Pacers de l'Indiana 121              |  | Gainbridge Fieldhouse, Indianapolis, Indiana Affluence : 17 274 Arbitres : Tony Brothers, Ben Taylor, Ed Malloy | ABC |
| 12 mai 2024 15h30 EDT | Rapport | Score par quart-temps : 14-34, 27-35, 22-32, 26-20 |                                                |                                                             |  | Gainbridge Fieldhouse, Indianapolis, Indiana Affluence : 17 274 Arbitres : Tony Brothers, Ben Taylor, Ed Malloy | ABC |
| 12 mai 2024 15h30 EDT | Rapport | Score par mi-temps : 41-69, 48-52                  |                                                |                                                             |  | Gainbridge Fieldhouse, Indianapolis, Indiana Affluence : 17 274 Arbitres : Tony Brothers, Ben Taylor, Ed Malloy | ABC |
| 12 mai 2024 15h30 EDT | Rapport | Alec Burks, 20 Achiuwa, Sims, 6 Jalen Brunson, 5   | Points Rebonds Passes d.                       | Tyrese Haliburton, 20 Aaron Nesmith, 12 T. J. McConnell, 10 |  | Gainbridge Fieldhouse, Indianapolis, Indiana Affluence : 17 274 Arbitres : Tony Brothers, Ben Taylor, Ed Malloy | ABC |

| 14 mai 2024 20h00 EDT | Rapport | Pacers de l'Indiana 91, Knicks de New York 121              | Pacers de l'Indiana 91, Knicks de New York 121 | Pacers de l'Indiana 91, Knicks de New York 121            |  | Madison Square Garden, New York, New York Affluence : 19 812 Arbitres : Scott Foster, Karl Lane, James Williams | TNT |
| 14 mai 2024 20h00 EDT | Rapport | Score par quart-temps : 32-38, 22-31, 21-27, 16-25          |                                                |                                                           |  | Madison Square Garden, New York, New York Affluence : 19 812 Arbitres : Scott Foster, Karl Lane, James Williams | TNT |
| 14 mai 2024 20h00 EDT | Rapport | Score par mi-temps : 54-69, 37-52                           |                                                |                                                           |  | Madison Square Garden, New York, New York Affluence : 19 812 Arbitres : Scott Foster, Karl Lane, James Williams | TNT |
| 14 mai 2024 20h00 EDT | Rapport | Pascal Siakam, 22 Pascal Siakam, 8 Haliburton, McConnell, 5 | Points Rebonds Passes d.                       | Jalen Brunson, 44 Isaiah Hartenstein, 17 Jalen Brunson, 7 |  | Madison Square Garden, New York, New York Affluence : 19 812 Arbitres : Scott Foster, Karl Lane, James Williams | TNT |

| 17 mai 2024 20h30 EDT | Rapport | Knicks de New York 103, Pacers de l'Indiana 116          | Knicks de New York 103, Pacers de l'Indiana 116 | Knicks de New York 103, Pacers de l'Indiana 116        |  | Gainbridge Fieldhouse, Indianapolis, Indiana Affluence : 17 274 Arbitres : Zach Zarba, John Goble, David Guthrie | ESPN |
| 17 mai 2024 20h30 EDT | Rapport | Score par quart-temps : 30-29, 21-32, 24-27, 28-28       |                                                 |                                                        |  | Gainbridge Fieldhouse, Indianapolis, Indiana Affluence : 17 274 Arbitres : Zach Zarba, John Goble, David Guthrie | ESPN |
| 17 mai 2024 20h30 EDT | Rapport | Score par mi-temps : 51-61, 52-55                        |                                                 |                                                        |  | Gainbridge Fieldhouse, Indianapolis, Indiana Affluence : 17 274 Arbitres : Zach Zarba, John Goble, David Guthrie | ESPN |
| 17 mai 2024 20h30 EDT | Rapport | Jalen Brunson, 31 Achiuwa, Hart, 8 Isaiah Hartenstein, 6 | Points Rebonds Passes d.                        | Pascal Siakam, 25 Myles Turner, 8 Tyrese Haliburton, 9 |  | Gainbridge Fieldhouse, Indianapolis, Indiana Affluence : 17 274 Arbitres : Zach Zarba, John Goble, David Guthrie | ESPN |

| 19 mai 2024 15h30 EDT | Rapport | Pacers de l'Indiana 130, Knicks de New York 109           | Pacers de l'Indiana 130, Knicks de New York 109 | Pacers de l'Indiana 130, Knicks de New York 109            |  | Madison Square Garden, New York, New York Affluence : 19 812 Arbitres : Marc Davis, James Capers, Bill Kennedy | ABC |
| 19 mai 2024 15h30 EDT | Rapport | Score par quart-temps : 39-27, 31-28, 31-29, 29-25        |                                                 |                                                            |  | Madison Square Garden, New York, New York Affluence : 19 812 Arbitres : Marc Davis, James Capers, Bill Kennedy | ABC |
| 19 mai 2024 15h30 EDT | Rapport | Score par mi-temps : 70-55, 60-54                         |                                                 |                                                            |  | Madison Square Garden, New York, New York Affluence : 19 812 Arbitres : Marc Davis, James Capers, Bill Kennedy | ABC |
| 19 mai 2024 15h30 EDT | Rapport | Tyrese Haliburton, 26 Trois joueurs, 5 T. J. McConnell, 7 | Points Rebonds Passes d.                        | Donte DiVincenzo, 39 Hart, Hartenstein, 8 Jalen Brunson, 9 |  | Madison Square Garden, New York, New York Affluence : 19 812 Arbitres : Marc Davis, James Capers, Bill Kennedy | ABC |
| 19 mai 2024 15h30 EDT | Rapport | Indiana remporte la série 4 à 3.                          |                                                 |                                                            |  | Madison Square Garden, New York, New York Affluence : 19 812 Arbitres : Marc Davis, James Capers, Bill Kennedy | ABC |

Matchs de saison régulière

### Conférence Ouest

#### (1) Thunder d'Oklahoma City vs. Mavericks de Dallas (5)
| 7 mai 2024 21h30 EDT | Rapport | Mavericks de Dallas 95, Thunder d'Oklahoma City 117 | Mavericks de Dallas 95, Thunder d'Oklahoma City 117 | Mavericks de Dallas 95, Thunder d'Oklahoma City 117                                         |  | Paycom Center, Oklahoma City, Oklahoma Affluence : 18 203 Arbitres : Tony Brothers, Brian Forte, Ben Taylor | TNT |
| 7 mai 2024 21h30 EDT | Rapport | Score par quart-temps : 23-23, 30-39, 26-27, 16-28  |                                                     |                                                                                             |  | Paycom Center, Oklahoma City, Oklahoma Affluence : 18 203 Arbitres : Tony Brothers, Brian Forte, Ben Taylor | TNT |
| 7 mai 2024 21h30 EDT | Rapport | Score par mi-temps : 53-62, 42-55                   |                                                     |                                                                                             |  | Paycom Center, Oklahoma City, Oklahoma Affluence : 18 203 Arbitres : Tony Brothers, Brian Forte, Ben Taylor | TNT |
| 7 mai 2024 21h30 EDT | Rapport | Kyrie Irving, 20 Daniel Gafford, 11 Luka Dončić, 9  | Points Rebonds Passes d.                            | Shai Gilgeous-Alexander, 29 Gilgeous-Alexander, Jay. Williams, 9 Shai Gilgeous-Alexander, 9 |  | Paycom Center, Oklahoma City, Oklahoma Affluence : 18 203 Arbitres : Tony Brothers, Brian Forte, Ben Taylor | TNT |

| 9 mai 2024 21h30 EDT | Rapport | Mavericks de Dallas 119, Thunder d'Oklahoma City 110         | Mavericks de Dallas 119, Thunder d'Oklahoma City 110 | Mavericks de Dallas 119, Thunder d'Oklahoma City 110                               |  | Paycom Center, Oklahoma City, Oklahoma Affluence : 18 203 Arbitres : Scott Foster, James Williams, Ed Malloy | ESPN |
| 9 mai 2024 21h30 EDT | Rapport | Score par quart-temps : 36-32, 32-30, 31-27, 20-21           |                                                      |                                                                                    |  | Paycom Center, Oklahoma City, Oklahoma Affluence : 18 203 Arbitres : Scott Foster, James Williams, Ed Malloy | ESPN |
| 9 mai 2024 21h30 EDT | Rapport | Score par mi-temps : 68-62, 51-48                            |                                                      |                                                                                    |  | Paycom Center, Oklahoma City, Oklahoma Affluence : 18 203 Arbitres : Scott Foster, James Williams, Ed Malloy | ESPN |
| 9 mai 2024 21h30 EDT | Rapport | Dončić, Washington, 29 P. J. Washington, 11 Kyrie Irving, 11 | Points Rebonds Passes d.                             | Shai Gilgeous-Alexander, 33 Shai Gilgeous-Alexander, 12 Shai Gilgeous-Alexander, 8 |  | Paycom Center, Oklahoma City, Oklahoma Affluence : 18 203 Arbitres : Scott Foster, James Williams, Ed Malloy | ESPN |

| 11 mai 2024 15h30 EDT | Rapport | Thunder d'Oklahoma City 101, Mavericks de Dallas 105                      | Thunder d'Oklahoma City 101, Mavericks de Dallas 105 | Thunder d'Oklahoma City 101, Mavericks de Dallas 105 |  | American Airlines Center, Dallas, Texas Affluence : 20 325 Arbitres : Bill Kennedy, John Goble, Gediminas Petraitis | ABC |
| 11 mai 2024 15h30 EDT | Rapport | Score par quart-temps : 23-26, 29-25, 26-31, 23-23                        |                                                      |                                                      |  | American Airlines Center, Dallas, Texas Affluence : 20 325 Arbitres : Bill Kennedy, John Goble, Gediminas Petraitis | ABC |
| 11 mai 2024 15h30 EDT | Rapport | Score par mi-temps : 52-51, 49-54                                         |                                                      |                                                      |  | American Airlines Center, Dallas, Texas Affluence : 20 325 Arbitres : Bill Kennedy, John Goble, Gediminas Petraitis | ABC |
| 11 mai 2024 15h30 EDT | Rapport | Shai Gilgeous-Alexander, 31 Shai Gilgeous-Alexander, 10 Jalen Williams, 8 | Points Rebonds Passes d.                             | P. J. Washington, 27 Luka Dončić, 15 Kyrie Irving, 7 |  | American Airlines Center, Dallas, Texas Affluence : 20 325 Arbitres : Bill Kennedy, John Goble, Gediminas Petraitis | ABC |

| 13 mai 2024 21h30 EDT | Rapport | Thunder d'Oklahoma City 100, Mavericks de Dallas 96                           | Thunder d'Oklahoma City 100, Mavericks de Dallas 96 | Thunder d'Oklahoma City 100, Mavericks de Dallas 96         |  | American Airlines Center, Dallas, Texas Affluence : 20 607 Arbitres : Zach Zarba, David Guthrie, Curtis Blair | TNT |
| 13 mai 2024 21h30 EDT | Rapport | Score par quart-temps : 20-30, 23-24, 22-15, 35-27                            |                                                     |                                                             |  | American Airlines Center, Dallas, Texas Affluence : 20 607 Arbitres : Zach Zarba, David Guthrie, Curtis Blair | TNT |
| 13 mai 2024 21h30 EDT | Rapport | Score par mi-temps : 43-54, 57-42                                             |                                                     |                                                             |  | American Airlines Center, Dallas, Texas Affluence : 20 607 Arbitres : Zach Zarba, David Guthrie, Curtis Blair | TNT |
| 13 mai 2024 21h30 EDT | Rapport | Shai Gilgeous-Alexander, 34 Gilgeous-Alexander, Holmgren, 9 Jalen Williams, 6 | Points Rebonds Passes d.                            | P. J. Washington, 21 Dončić, Washington, 12 Luka Dončić, 10 |  | American Airlines Center, Dallas, Texas Affluence : 20 607 Arbitres : Zach Zarba, David Guthrie, Curtis Blair | TNT |

| 15 mai 2024 21h30 EDT | Rapport | Mavericks de Dallas 104, Thunder d'Oklahoma City 92 | Mavericks de Dallas 104, Thunder d'Oklahoma City 92 | Mavericks de Dallas 104, Thunder d'Oklahoma City 92                     |  | Paycom Center, Oklahoma City, Oklahoma Affluence : 18 203 Arbitres : James Capers, Courtney Kirkland, Kevin Scott | TNT |
| 15 mai 2024 21h30 EDT | Rapport | Score par quart-temps : 24-22, 30-22, 25-23, 25-25  |                                                     |                                                                         |  | Paycom Center, Oklahoma City, Oklahoma Affluence : 18 203 Arbitres : James Capers, Courtney Kirkland, Kevin Scott | TNT |
| 15 mai 2024 21h30 EDT | Rapport | Score par mi-temps : 54-44, 50-48                   |                                                     |                                                                         |  | Paycom Center, Oklahoma City, Oklahoma Affluence : 18 203 Arbitres : James Capers, Courtney Kirkland, Kevin Scott | TNT |
| 15 mai 2024 21h30 EDT | Rapport | Luka Dončić, 31 Trois joueurs, 10 Luka Dončić, 11   | Points Rebonds Passes d.                            | Shai Gilgeous-Alexander, 30 Trois joueurs, 6 Shai Gilgeous-Alexander, 8 |  | Paycom Center, Oklahoma City, Oklahoma Affluence : 18 203 Arbitres : James Capers, Courtney Kirkland, Kevin Scott | TNT |

| 18 mai 2024 20h00 EDT | Rapport | Thunder d'Oklahoma City 116, Mavericks de Dallas 117                               | Thunder d'Oklahoma City 116, Mavericks de Dallas 117 | Thunder d'Oklahoma City 116, Mavericks de Dallas 117 |  | American Airlines Center, Dallas, Texas Affluence : 20 555 Arbitres : Tony Brothers, Josh Tiven, Mitchell Ervin | ABC |
| 18 mai 2024 20h00 EDT | Rapport | Score par quart-temps : 30-23, 34-25, 26-35, 26-34                                 |                                                      |                                                      |  | American Airlines Center, Dallas, Texas Affluence : 20 555 Arbitres : Tony Brothers, Josh Tiven, Mitchell Ervin | ABC |
| 18 mai 2024 20h00 EDT | Rapport | Score par mi-temps : 64-48, 52-69                                                  |                                                      |                                                      |  | American Airlines Center, Dallas, Texas Affluence : 20 555 Arbitres : Tony Brothers, Josh Tiven, Mitchell Ervin | ABC |
| 18 mai 2024 20h00 EDT | Rapport | Shai Gilgeous-Alexander, 36 Jalen Williams, 9 Gilgeous-Alexander, Jal. Williams, 8 | Points Rebonds Passes d.                             | Luka Dončić, 29 Dereck Lively II, 15 Luka Dončić, 10 |  | American Airlines Center, Dallas, Texas Affluence : 20 555 Arbitres : Tony Brothers, Josh Tiven, Mitchell Ervin | ABC |
| 18 mai 2024 20h00 EDT | Rapport | Dallas remporte la série 4 à 2.                                                    |                                                      |                                                      |  | American Airlines Center, Dallas, Texas Affluence : 20 555 Arbitres : Tony Brothers, Josh Tiven, Mitchell Ervin | ABC |

Matchs de saison régulière

#### (2) Nuggets de Denver vs. Timberwolves du Minnesota (3)
| 4 mai 2024 19h00 EDT | Rapport | Timberwolves du Minnesota 106, Nuggets de Denver 99      | Timberwolves du Minnesota 106, Nuggets de Denver 99 | Timberwolves du Minnesota 106, Nuggets de Denver 99 |  | Ball Arena, Denver, Colorado Affluence : 19 915 Arbitres : James Capers, Courtney Kirkland, Justin Van Duyne | TNT |
| 4 mai 2024 19h00 EDT | Rapport | Score par quart-temps : 23-25, 17-19, 33-27, 33-28       |                                                     |                                                     |  | Ball Arena, Denver, Colorado Affluence : 19 915 Arbitres : James Capers, Courtney Kirkland, Justin Van Duyne | TNT |
| 4 mai 2024 19h00 EDT | Rapport | Score par mi-temps : 40-44, 66-55                        |                                                     |                                                     |  | Ball Arena, Denver, Colorado Affluence : 19 915 Arbitres : James Capers, Courtney Kirkland, Justin Van Duyne | TNT |
| 4 mai 2024 19h00 EDT | Rapport | Anthony Edwards, 43 Rudy Gobert, 13 Mike Conley, Jr., 10 | Points Rebonds Passes d.                            | Nikola Jokić, 32 Nikola Jokić, 8 Nikola Jokić, 9    |  | Ball Arena, Denver, Colorado Affluence : 19 915 Arbitres : James Capers, Courtney Kirkland, Justin Van Duyne | TNT |

| 6 mai 2024 22h00 EDT | Rapport | Timberwolves du Minnesota 106, Nuggets de Denver 80        | Timberwolves du Minnesota 106, Nuggets de Denver 80 | Timberwolves du Minnesota 106, Nuggets de Denver 80 |  | Ball Arena, Denver, Colorado Affluence : 19 942 Arbitres : Marc Davis, Pat Fraher, David Guthrie | TNT |
| 6 mai 2024 22h00 EDT | Rapport | Score par quart-temps : 28-20, 33-15, 21-25, 24-20         |                                                     |                                                     |  | Ball Arena, Denver, Colorado Affluence : 19 942 Arbitres : Marc Davis, Pat Fraher, David Guthrie | TNT |
| 6 mai 2024 22h00 EDT | Rapport | Score par mi-temps : 61-35, 45-45                          |                                                     |                                                     |  | Ball Arena, Denver, Colorado Affluence : 19 942 Arbitres : Marc Davis, Pat Fraher, David Guthrie | TNT |
| 6 mai 2024 22h00 EDT | Rapport | Towns, Edwards, 27 Karl-Anthony Towns, 12 Kyle Anderson, 8 | Points Rebonds Passes d.                            | Aaron Gordon, 20 Nikola Jokić, 16 Nikola Jokić, 8   |  | Ball Arena, Denver, Colorado Affluence : 19 942 Arbitres : Marc Davis, Pat Fraher, David Guthrie | TNT |

| 10 mai 2024 21h30 EDT | Rapport | Nuggets de Denver 117, Timberwolves du Minnesota 90 | Nuggets de Denver 117, Timberwolves du Minnesota 90 | Nuggets de Denver 117, Timberwolves du Minnesota 90             |  | Target Center, Minneapolis, Minnesota Affluence : 19 733 Arbitres : Tony Brothers, Josh Tiven, Jacyn Goble | ESPN |
| 10 mai 2024 21h30 EDT | Rapport | Score par quart-temps : 28-20, 28-21, 37-25, 24-24  |                                                     |                                                                 |  | Target Center, Minneapolis, Minnesota Affluence : 19 733 Arbitres : Tony Brothers, Josh Tiven, Jacyn Goble | ESPN |
| 10 mai 2024 21h30 EDT | Rapport | Score par mi-temps : 56-41, 61-49                   |                                                     |                                                                 |  | Target Center, Minneapolis, Minnesota Affluence : 19 733 Arbitres : Tony Brothers, Josh Tiven, Jacyn Goble | ESPN |
| 10 mai 2024 21h30 EDT | Rapport | Murray, Jokić, 24 Nikola Jokić, 14 Nikola Jokić, 9  | Points Rebonds Passes d.                            | Anthony Edwards, 19 Conley, Jr., Edwards, 6 Mike Conley, Jr., 6 |  | Target Center, Minneapolis, Minnesota Affluence : 19 733 Arbitres : Tony Brothers, Josh Tiven, Jacyn Goble | ESPN |

| 12 mai 2024 20h00 EDT | Rapport | Nuggets de Denver 115, Timberwolves du Minnesota 107 | Nuggets de Denver 115, Timberwolves du Minnesota 107 | Nuggets de Denver 115, Timberwolves du Minnesota 107    |  | Target Center, Minneapolis, Minnesota Affluence : 19 583 Arbitres : Scott Foster, Kevin Scott, Karl Lane | TNT |
| 12 mai 2024 20h00 EDT | Rapport | Score par quart-temps : 29-24, 35-25, 26-30, 25-28   |                                                      |                                                         |  | Target Center, Minneapolis, Minnesota Affluence : 19 583 Arbitres : Scott Foster, Kevin Scott, Karl Lane | TNT |
| 12 mai 2024 20h00 EDT | Rapport | Score par mi-temps : 64-49, 51-58                    |                                                      |                                                         |  | Target Center, Minneapolis, Minnesota Affluence : 19 583 Arbitres : Scott Foster, Kevin Scott, Karl Lane | TNT |
| 12 mai 2024 20h00 EDT | Rapport | Nikola Jokić, 35 Jokić, Gordon, 7 Jamal Murray, 8    | Points Rebonds Passes d.                             | Anthony Edwards, 44 Rudy Gobert, 14 Mike Conley, Jr., 9 |  | Target Center, Minneapolis, Minnesota Affluence : 19 583 Arbitres : Scott Foster, Kevin Scott, Karl Lane | TNT |

| 14 mai 2024 22h30 EDT | Rapport | Timberwolves du Minnesota 97, Nuggets de Denver 112       | Timberwolves du Minnesota 97, Nuggets de Denver 112 | Timberwolves du Minnesota 97, Nuggets de Denver 112 |  | Ball Arena, Denver, Colorado Affluence : 19 992 Arbitres : JB DeRosa, Bill Kennedy, Ed Malloy | TNT |
| 14 mai 2024 22h30 EDT | Rapport | Score par quart-temps : 26-28, 18-22, 30-38, 23-24        |                                                     |                                                     |  | Ball Arena, Denver, Colorado Affluence : 19 992 Arbitres : JB DeRosa, Bill Kennedy, Ed Malloy | TNT |
| 14 mai 2024 22h30 EDT | Rapport | Score par mi-temps : 44-50, 53-62                         |                                                     |                                                     |  | Ball Arena, Denver, Colorado Affluence : 19 992 Arbitres : JB DeRosa, Bill Kennedy, Ed Malloy | TNT |
| 14 mai 2024 22h30 EDT | Rapport | Karl-Anthony Towns, 23 Rudy Gobert, 11 Anthony Edwards, 9 | Points Rebonds Passes d.                            | Nikola Jokić, 40 Aaron Gordon, 10 Nikola Jokić, 13  |  | Ball Arena, Denver, Colorado Affluence : 19 992 Arbitres : JB DeRosa, Bill Kennedy, Ed Malloy | TNT |

| 16 mai 2024 20h30 EDT | Rapport | Nuggets de Denver 70, Timberwolves du Minnesota 115 | Nuggets de Denver 70, Timberwolves du Minnesota 115 | Nuggets de Denver 70, Timberwolves du Minnesota 115       |  | Target Center, Minneapolis, Minnesota Affluence : 19 187 Arbitres : Marc Davis, Brent Barnaky, James Williams | ESPN |
| 16 mai 2024 20h30 EDT | Rapport | Score par quart-temps : 14-31, 26-28, 21-27, 9-29   |                                                     |                                                           |  | Target Center, Minneapolis, Minnesota Affluence : 19 187 Arbitres : Marc Davis, Brent Barnaky, James Williams | ESPN |
| 16 mai 2024 20h30 EDT | Rapport | Score par mi-temps : 40-59, 30-56                   |                                                     |                                                           |  | Target Center, Minneapolis, Minnesota Affluence : 19 187 Arbitres : Marc Davis, Brent Barnaky, James Williams | ESPN |
| 16 mai 2024 20h30 EDT | Rapport | Nikola Jokić, 22 Nikola Jokić, 9 Jamal Murray, 5    | Points Rebonds Passes d.                            | Anthony Edwards, 27 Rudy Gobert, 14 Conley, Jr., Towns, 5 |  | Target Center, Minneapolis, Minnesota Affluence : 19 187 Arbitres : Marc Davis, Brent Barnaky, James Williams | ESPN |

| 19 mai 2024 20h00 EDT | Rapport | Timberwolves du Minnesota 98, Nuggets de Denver 90             | Timberwolves du Minnesota 98, Nuggets de Denver 90 | Timberwolves du Minnesota 98, Nuggets de Denver 90 |  | Ball Arena, Denver, Colorado Affluence : 20 022 Arbitres : Scott Foster, David Guthrie, Curtis Blair | TNT |
| 19 mai 2024 20h00 EDT | Rapport | Score par quart-temps : 19-24, 19-29, 28-14, 32-23             |                                                    |                                                    |  | Ball Arena, Denver, Colorado Affluence : 20 022 Arbitres : Scott Foster, David Guthrie, Curtis Blair | TNT |
| 19 mai 2024 20h00 EDT | Rapport | Score par mi-temps : 38-53, 60-37                              |                                                    |                                                    |  | Ball Arena, Denver, Colorado Affluence : 20 022 Arbitres : Scott Foster, David Guthrie, Curtis Blair | TNT |
| 19 mai 2024 20h00 EDT | Rapport | McDaniels, Towns, 23 Karl-Anthony Towns, 12 Anthony Edwards, 7 | Points Rebonds Passes d.                           | Jamal Murray, 35 Nikola Jokić, 19 Nikola Jokić, 7  |  | Ball Arena, Denver, Colorado Affluence : 20 022 Arbitres : Scott Foster, David Guthrie, Curtis Blair | TNT |
| 19 mai 2024 20h00 EDT | Rapport | Minnesota remporte la série 4 à 3.                             |                                                    |                                                    |  | Ball Arena, Denver, Colorado Affluence : 20 022 Arbitres : Scott Foster, David Guthrie, Curtis Blair | TNT |

Matchs de saison régulière

## Finales de conférence

### Conférence Est

#### (1) Celtics de Boston vs. Pacers de l'Indiana (6)
| 21 mai 2024 20h00 EDT | Rapport | Pacers de l'Indiana 128, Celtics de Boston 133                            | Pacers de l'Indiana 128, Celtics de Boston 133 | Pacers de l'Indiana 128, Celtics de Boston 133     | OT | TD Garden, Boston, Massachusetts Affluence : 19 156 Arbitres : Tony Brothers, David Guthrie, Tyler Ford | ESPN |
| 21 mai 2024 20h00 EDT | Rapport | Score par quart-temps : 31-34, 33-30, 29-30, 24-23 ; prolongation : 11-16 |                                                |                                                    | OT | TD Garden, Boston, Massachusetts Affluence : 19 156 Arbitres : Tony Brothers, David Guthrie, Tyler Ford | ESPN |
| 21 mai 2024 20h00 EDT | Rapport | Score par mi-temps : 64-64, 64-69                                         |                                                |                                                    | OT | TD Garden, Boston, Massachusetts Affluence : 19 156 Arbitres : Tony Brothers, David Guthrie, Tyler Ford | ESPN |
| 21 mai 2024 20h00 EDT | Rapport | Tyrese Haliburton, 25 Pascal Siakam, 12 Tyrese Haliburton, 10             | Points Rebonds Passes d.                       | Jayson Tatum, 36 Jayson Tatum, 12 Derrick White, 9 | OT | TD Garden, Boston, Massachusetts Affluence : 19 156 Arbitres : Tony Brothers, David Guthrie, Tyler Ford | ESPN |

| 23 mai 2024 20h00 EDT | Rapport | Pacers de l'Indiana 110, Celtics de Boston 126          | Pacers de l'Indiana 110, Celtics de Boston 126 | Pacers de l'Indiana 110, Celtics de Boston 126   |  | TD Garden, Boston, Massachusetts Affluence : 19 156 Arbitres : Scott Foster, James Williams, Sean Wright | ESPN |
| 23 mai 2024 20h00 EDT | Rapport | Score par quart-temps : 27-25, 24-32, 29-36, 30-33      |                                                |                                                  |  | TD Garden, Boston, Massachusetts Affluence : 19 156 Arbitres : Scott Foster, James Williams, Sean Wright | ESPN |
| 23 mai 2024 20h00 EDT | Rapport | Score par mi-temps : 51-57, 59-69                       |                                                |                                                  |  | TD Garden, Boston, Massachusetts Affluence : 19 156 Arbitres : Scott Foster, James Williams, Sean Wright | ESPN |
| 23 mai 2024 20h00 EDT | Rapport | Pascal Siakam, 28 Trois joueurs, 5 Tyrese Haliburton, 8 | Points Rebonds Passes d.                       | Jaylen Brown, 40 Al Horford, 10 Jrue Holiday, 10 |  | TD Garden, Boston, Massachusetts Affluence : 19 156 Arbitres : Scott Foster, James Williams, Sean Wright | ESPN |

| 25 mai 2024 20h30 EDT | Rapport | Celtics de Boston 114, Pacers de l'Indiana 111     | Celtics de Boston 114, Pacers de l'Indiana 111 | Celtics de Boston 114, Pacers de l'Indiana 111          |  | Gainbridge Fieldhouse, Indianapolis, Indiana Affluence : 17 274 Arbitres : Marc Davis, John Goble, Courtney Kirkland | ABC |
| 25 mai 2024 20h30 EDT | Rapport | Score par quart-temps : 32-31, 25-38, 24-21, 33-21 |                                                |                                                         |  | Gainbridge Fieldhouse, Indianapolis, Indiana Affluence : 17 274 Arbitres : Marc Davis, John Goble, Courtney Kirkland | ABC |
| 25 mai 2024 20h30 EDT | Rapport | Score par mi-temps : 57-69, 57-42                  |                                                |                                                         |  | Gainbridge Fieldhouse, Indianapolis, Indiana Affluence : 17 274 Arbitres : Marc Davis, John Goble, Courtney Kirkland | ABC |
| 25 mai 2024 20h30 EDT | Rapport | Jayson Tatum, 36 Jayson Tatum, 10 Jayson Tatum, 8  | Points Rebonds Passes d.                       | Andrew Nembhard, 32 Myles Turner, 10 Andrew Nembhard, 9 |  | Gainbridge Fieldhouse, Indianapolis, Indiana Affluence : 17 274 Arbitres : Marc Davis, John Goble, Courtney Kirkland | ABC |

| 27 mai 2024 20h00 EDT | Rapport | Celtics de Boston 105, Pacers de l'Indiana 102     | Celtics de Boston 105, Pacers de l'Indiana 102 | Celtics de Boston 105, Pacers de l'Indiana 102            |  | Gainbridge Fieldhouse, Indianapolis, Indiana Affluence : 17 274 Arbitres : Zach Zarba, James Capers, Pat Fraher | ESPN |
| 27 mai 2024 20h00 EDT | Rapport | Score par quart-temps : 29-27, 29-30, 22-26, 25-19 |                                                |                                                           |  | Gainbridge Fieldhouse, Indianapolis, Indiana Affluence : 17 274 Arbitres : Zach Zarba, James Capers, Pat Fraher | ESPN |
| 27 mai 2024 20h00 EDT | Rapport | Score par mi-temps : 58-57, 47-45                  |                                                |                                                           |  | Gainbridge Fieldhouse, Indianapolis, Indiana Affluence : 17 274 Arbitres : Zach Zarba, James Capers, Pat Fraher | ESPN |
| 27 mai 2024 20h00 EDT | Rapport | Jaylen Brown, 29 Jayson Tatum, 13 Jayson Tatum, 8  | Points Rebonds Passes d.                       | Andrew Nembhard, 24 Pascal Siakam, 10 Andrew Nembhard, 10 |  | Gainbridge Fieldhouse, Indianapolis, Indiana Affluence : 17 274 Arbitres : Zach Zarba, James Capers, Pat Fraher | ESPN |
| 27 mai 2024 20h00 EDT | Rapport | Boston remporte la série 4 à 0.                    |                                                |                                                           |  | Gainbridge Fieldhouse, Indianapolis, Indiana Affluence : 17 274 Arbitres : Zach Zarba, James Capers, Pat Fraher | ESPN |

Matchs de saison régulière

### Conférence Ouest

#### (3) Timberwolves du Minnesota vs. Mavericks de Dallas (5)
| 22 mai 2024 20h30 EDT | Rapport | Mavericks de Dallas 108, Timberwolves du Minnesota 105 | Mavericks de Dallas 108, Timberwolves du Minnesota 105 | Mavericks de Dallas 108, Timberwolves du Minnesota 105     |  | Target Center, Minneapolis, Minnesota Affluence : 19 433 Arbitres : Marc Davis, Kevin Scott, Mark Lindsay | TNT |
| 22 mai 2024 20h30 EDT | Rapport | Score par quart-temps : 27-33, 32-29, 23-21, 26-22     |                                                        |                                                            |  | Target Center, Minneapolis, Minnesota Affluence : 19 433 Arbitres : Marc Davis, Kevin Scott, Mark Lindsay | TNT |
| 22 mai 2024 20h30 EDT | Rapport | Score par mi-temps : 59-62, 49-43                      |                                                        |                                                            |  | Target Center, Minneapolis, Minnesota Affluence : 19 433 Arbitres : Marc Davis, Kevin Scott, Mark Lindsay | TNT |
| 22 mai 2024 20h30 EDT | Rapport | Luka Dončić, 33 Dereck Lively II, 11 Luka Dončić, 8    | Points Rebonds Passes d.                               | Jaden McDaniels, 24 Anthony Edwards, 11 Anthony Edwards, 8 |  | Target Center, Minneapolis, Minnesota Affluence : 19 433 Arbitres : Marc Davis, Kevin Scott, Mark Lindsay | TNT |

| 24 mai 2024 20h30 EDT | Rapport | Mavericks de Dallas 109, Timberwolves du Minnesota 108 | Mavericks de Dallas 109, Timberwolves du Minnesota 108 | Mavericks de Dallas 109, Timberwolves du Minnesota 108 |  | Target Center, Minneapolis, Minnesota Affluence : 19 636 Arbitres : Zach Zarba, Josh Tiven, Mitchell Ervin | TNT |
| 24 mai 2024 20h30 EDT | Rapport | Score par quart-temps : 26-32, 22-28, 31-26, 30-22     |                                                        |                                                        |  | Target Center, Minneapolis, Minnesota Affluence : 19 636 Arbitres : Zach Zarba, Josh Tiven, Mitchell Ervin | TNT |
| 24 mai 2024 20h30 EDT | Rapport | Score par mi-temps : 48-60, 61-48                      |                                                        |                                                        |  | Target Center, Minneapolis, Minnesota Affluence : 19 636 Arbitres : Zach Zarba, Josh Tiven, Mitchell Ervin | TNT |
| 24 mai 2024 20h30 EDT | Rapport | Luka Dončić, 32 Luka Dončić, 10 Luka Dončić, 13        | Points Rebonds Passes d.                               | Naz Reid, 23 Rudy Gobert, 10 Anthony Edwards, 7        |  | Target Center, Minneapolis, Minnesota Affluence : 19 636 Arbitres : Zach Zarba, Josh Tiven, Mitchell Ervin | TNT |

| 26 mai 2024 20h00 EDT | Rapport | Timberwolves du Minnesota 107, Mavericks de Dallas 116        | Timberwolves du Minnesota 107, Mavericks de Dallas 116 | Timberwolves du Minnesota 107, Mavericks de Dallas 116 |  | American Airlines Center, Dallas, Texas Affluence : 20 511 Arbitres : Tony Brothers, Ben Taylor, Curtis Blair | TNT |
| 26 mai 2024 20h00 EDT | Rapport | Score par quart-temps : 28-33, 24-27, 35-27, 20-29            |                                                        |                                                        |  | American Airlines Center, Dallas, Texas Affluence : 20 511 Arbitres : Tony Brothers, Ben Taylor, Curtis Blair | TNT |
| 26 mai 2024 20h00 EDT | Rapport | Score par mi-temps : 52-60, 55-56                             |                                                        |                                                        |  | American Airlines Center, Dallas, Texas Affluence : 20 511 Arbitres : Tony Brothers, Ben Taylor, Curtis Blair | TNT |
| 26 mai 2024 20h00 EDT | Rapport | Anthony Edwards, 26 Karl-Anthony Towns, 11 Anthony Edwards, 9 | Points Rebonds Passes d.                               | Dončić, Irving, 33 P. J. Washington, 8 Luka Dončić, 5  |  | American Airlines Center, Dallas, Texas Affluence : 20 511 Arbitres : Tony Brothers, Ben Taylor, Curtis Blair | TNT |

| 28 mai 2024 20h30 EDT | Rapport | Timberwolves du Minnesota 105, Mavericks de Dallas 100     | Timberwolves du Minnesota 105, Mavericks de Dallas 100 | Timberwolves du Minnesota 105, Mavericks de Dallas 100 |  | American Airlines Center, Dallas, Texas Affluence : 20 477 Arbitres : Scott Foster, Bill Kennedy, Ed Malloy | TNT |
| 28 mai 2024 20h30 EDT | Rapport | Score par quart-temps : 27-20, 22-29, 29-24, 27-27         |                                                        |                                                        |  | American Airlines Center, Dallas, Texas Affluence : 20 477 Arbitres : Scott Foster, Bill Kennedy, Ed Malloy | TNT |
| 28 mai 2024 20h30 EDT | Rapport | Score par mi-temps : 49-49, 56-51                          |                                                        |                                                        |  | American Airlines Center, Dallas, Texas Affluence : 20 477 Arbitres : Scott Foster, Bill Kennedy, Ed Malloy | TNT |
| 28 mai 2024 20h30 EDT | Rapport | Anthony Edwards, 29 Gobert, Edwards, 10 Anthony Edwards, 9 | Points Rebonds Passes d.                               | Luka Dončić, 28 Luka Dončić, 15 Luka Dončić, 10        |  | American Airlines Center, Dallas, Texas Affluence : 20 477 Arbitres : Scott Foster, Bill Kennedy, Ed Malloy | TNT |

| 30 mai 2024 20h30 EDT | Rapport | Mavericks de Dallas 124, Timberwolves du Minnesota 103 | Mavericks de Dallas 124, Timberwolves du Minnesota 103 | Mavericks de Dallas 124, Timberwolves du Minnesota 103               |  | Target Center, Minneapolis, Minnesota Affluence : 19 333 Arbitres : Marc Davis, John Goble, Kevin Scott | TNT |
| 30 mai 2024 20h30 EDT | Rapport | Score par quart-temps : 35-19, 34-21, 28-33, 27-30     |                                                        |                                                                      |  | Target Center, Minneapolis, Minnesota Affluence : 19 333 Arbitres : Marc Davis, John Goble, Kevin Scott | TNT |
| 30 mai 2024 20h30 EDT | Rapport | Score par mi-temps : 69-40, 55-63                      |                                                        |                                                                      |  | Target Center, Minneapolis, Minnesota Affluence : 19 333 Arbitres : Marc Davis, John Goble, Kevin Scott | TNT |
| 30 mai 2024 20h30 EDT | Rapport | Dončić, Irving, 36 Luka Dončić, 10 Dončić, Irving, 5   | Points Rebonds Passes d.                               | Towns, Anthony Edwards, 28 Karl-Anthony Towns, 12 Anthony Edwards, 6 |  | Target Center, Minneapolis, Minnesota Affluence : 19 333 Arbitres : Marc Davis, John Goble, Kevin Scott | TNT |
| 30 mai 2024 20h30 EDT | Rapport | Dallas remporte la série 4 à 1.                        |                                                        |                                                                      |  | Target Center, Minneapolis, Minnesota Affluence : 19 333 Arbitres : Marc Davis, John Goble, Kevin Scott | TNT |

## Finales NBA: (E1)Celtics de Bostonvs (W5)Mavericks de Dallas
| 6 juin 2024 20h30 EDT | Recap | Mavericks de Dallas 89, Celtics de Boston 107      | Mavericks de Dallas 89, Celtics de Boston 107 | Mavericks de Dallas 89, Celtics de Boston 107              |  | TD Garden, Boston, Massachusetts Affluence : 19 156 Arbitres : Zach Zarba, Josh Tiven, Courtney Kirkland | ABC |
| 6 juin 2024 20h30 EDT | Recap | Score par quart-temps : 20-37, 22-26, 24-23, 23-21 |                                               |                                                            |  | TD Garden, Boston, Massachusetts Affluence : 19 156 Arbitres : Zach Zarba, Josh Tiven, Courtney Kirkland | ABC |
| 6 juin 2024 20h30 EDT | Recap | Score par mi-temps : 42-63, 47-44                  |                                               |                                                            |  | TD Garden, Boston, Massachusetts Affluence : 19 156 Arbitres : Zach Zarba, Josh Tiven, Courtney Kirkland | ABC |
| 6 juin 2024 20h30 EDT | Recap | Luka Dončić, 30 Luka Dončić, 10 Kyrie Irving, 2    | Points Rebonds Passes d.                      | Jaylen Brown, 22 Jayson Tatum, 11 Holiday, Tatum, White, 5 |  | TD Garden, Boston, Massachusetts Affluence : 19 156 Arbitres : Zach Zarba, Josh Tiven, Courtney Kirkland | ABC |

| 9 juin 2024 20h30 EDT | Rapport | Mavericks de Dallas 98, Celtics de Boston 105      | Mavericks de Dallas 98, Celtics de Boston 105 | Mavericks de Dallas 98, Celtics de Boston 105      |  | TD Garden, Boston, Massachusetts Affluence : 19 156 Arbitres : Tony Brothers, John Goble, Bill Kennedy | ABC |
| 9 juin 2024 20h30 EDT | Rapport | Score par quart-temps : 28-25, 23-29, 23-29, 24-22 |                                               |                                                    |  | TD Garden, Boston, Massachusetts Affluence : 19 156 Arbitres : Tony Brothers, John Goble, Bill Kennedy | ABC |
| 9 juin 2024 20h30 EDT | Rapport | Score par mi-temps : 51-54, 47-51                  |                                               |                                                    |  | TD Garden, Boston, Massachusetts Affluence : 19 156 Arbitres : Tony Brothers, John Goble, Bill Kennedy | ABC |
| 9 juin 2024 20h30 EDT | Rapport | Luka Dončić, 32 Luka Dončić, 11                    | Points Rebonds Passes d.                      | Jrue Holiday, 26 Jrue Holiday, 11 Jayson Tatum, 12 |  | TD Garden, Boston, Massachusetts Affluence : 19 156 Arbitres : Tony Brothers, John Goble, Bill Kennedy | ABC |

| 12 juin 2024 20h30 EDT | Rapport | Celtics de Boston 106, Mavericks de Dallas 99      | Celtics de Boston 106, Mavericks de Dallas 99 | Celtics de Boston 106, Mavericks de Dallas 99     |  | American Airlines Center, Dallas, Texas Affluence : 20 311 Arbitres : James Capers, Marc Davis, Kevin Scott | ABC |
| 12 juin 2024 20h30 EDT | Rapport | Score par quart-temps : 30-31, 20-20, 35-19, 21-29 |                                               |                                                   |  | American Airlines Center, Dallas, Texas Affluence : 20 311 Arbitres : James Capers, Marc Davis, Kevin Scott | ABC |
| 12 juin 2024 20h30 EDT | Rapport | Score par mi-temps : 50-51, 56-48                  |                                               |                                                   |  | American Airlines Center, Dallas, Texas Affluence : 20 311 Arbitres : James Capers, Marc Davis, Kevin Scott | ABC |
| 12 juin 2024 20h30 EDT | Rapport | Jayson Tatum, 31 Jaylen Brown, 8 Jaylen Brown, 8   | Points Rebonds Passes d.                      | Kyrie Irving, 35 Dereck Lively, 13 Luka Dončić, 6 |  | American Airlines Center, Dallas, Texas Affluence : 20 311 Arbitres : James Capers, Marc Davis, Kevin Scott | ABC |

| 14 juin 2024 20h30 EDT | Rapport | Celtics de Boston 84, Mavericks de Dallas 122      | Celtics de Boston 84, Mavericks de Dallas 122 | Celtics de Boston 84, Mavericks de Dallas 122     |  | American Airlines Center, Dallas, Texas Affluence : 20 277 Arbitres : Scott Foster, David Guthrie, Ben Taylor | ABC |
| 14 juin 2024 20h30 EDT | Rapport | Score par quart-temps : 21-34, 14-27, 25-31, 24-30 |                                               |                                                   |  | American Airlines Center, Dallas, Texas Affluence : 20 277 Arbitres : Scott Foster, David Guthrie, Ben Taylor | ABC |
| 14 juin 2024 20h30 EDT | Rapport | Score par mi-temps : 35-61, 49-61                  |                                               |                                                   |  | American Airlines Center, Dallas, Texas Affluence : 20 277 Arbitres : Scott Foster, David Guthrie, Ben Taylor | ABC |
| 14 juin 2024 20h30 EDT | Rapport | Jayson Tatum, 15 Jayson Tatum, 5 Al Horford, 4     | Points Rebonds Passes d.                      | Luka Dončić, 29 Dereck Lively, 12 Kyrie Irving, 6 |  | American Airlines Center, Dallas, Texas Affluence : 20 277 Arbitres : Scott Foster, David Guthrie, Ben Taylor | ABC |

| 17 juin 2024 20h30 EDT | Rapport | Mavericks de Dallas 88, Celtics de Boston 106      | Mavericks de Dallas 88, Celtics de Boston 106 | Mavericks de Dallas 88, Celtics de Boston 106     |  | TD Garden, Boston, Massachusetts Affluence : 19 156 Arbitres : Zach Zarba, John Goble, Bill Kennedy | ABC |
| 17 juin 2024 20h30 EDT | Rapport | Score par quart-temps : 18-28, 28-39, 18-15, 21-20 |                                               |                                                   |  | TD Garden, Boston, Massachusetts Affluence : 19 156 Arbitres : Zach Zarba, John Goble, Bill Kennedy | ABC |
| 17 juin 2024 20h30 EDT | Rapport | Score par mi-temps : 46-67, 39-35                  |                                               |                                                   |  | TD Garden, Boston, Massachusetts Affluence : 19 156 Arbitres : Zach Zarba, John Goble, Bill Kennedy | ABC |
| 17 juin 2024 20h30 EDT | Rapport | Luka Dončić, 28 Luka Dončić, 12 Kyrie Irving, 9    | Points Rebonds Passes d.                      | Jayson Tatum, 31 Jrue Holiday, 11 Jason Tatum, 11 |  | TD Garden, Boston, Massachusetts Affluence : 19 156 Arbitres : Zach Zarba, John Goble, Bill Kennedy | ABC |
| 17 juin 2024 20h30 EDT | Rapport | Boston remporte la série 4-1.                      |                                               |                                                   |  | TD Garden, Boston, Massachusetts Affluence : 19 156 Arbitres : Zach Zarba, John Goble, Bill Kennedy | ABC |

## Performances notables
| Categorie        | Meilleur match                                                             | Meilleur match                                                                   | Meilleur match | Moyenne       | Moyenne               | Moyenne | Moyenne |
| Categorie        | Joueur                                                                     | Équipe                                                                           | Record         | Joueur        | Équipe                | Moy.    | MJ      |
| ---------------- | -------------------------------------------------------------------------- | -------------------------------------------------------------------------------- | -------------- | ------------- | --------------------- | ------- | ------- |
| Points           | Joel Embiid Donovan Mitchell                                               | Philadelphia 76ers Cleveland Cavaliers                                           | 50             | Joel Embiid   | Philadelphia 76ers    | 33.0    | 6       |
| Rebonds          | Anthony Davis                                                              | Los Angeles Lakers                                                               | 23             | Anthony Davis | Los Angeles Lakers    | 15.6    | 5       |
| Passes décisives | Tyrese Haliburton                                                          | Indiana Pacers                                                                   | 16             | LeBron James  | Los Angeles Lakers    | 8.8     | 5       |
| Interceptions    | Kelly Oubre Jr. Luka Dončić Derrick White                                  | Philadelphia 76ers Dallas Mavericks Boston Celtics                               | 5              | LeBron James  | Los Angeles Lakers    | 2.4     | 5       |
| Contres          | Chet Holmgren Evan Mobley (2x) Daniel Gafford (2x) Shai Gilgeous-Alexander | Oklahoma City Thunder Cleveland Cavaliers Dallas Mavericks Oklahoma City Thunder | 5              | Chet Holmgren | Oklahoma City Thunder | 2.5     | 10      |

### Leaders par statistiques
| Points 1. Luka Dončić - 635 2. Kyrie Irving - 487 3. Jayson Tatum - 475 4. Jaylen Brown - 454 5. Anthony Edwards - 441 Interceptions 1. Luka Dončić - 41 2. Anthony Edwards - 24 3. Jaylen Brown - 23 4. Kyrie Irving - 23 5. Mike Conley / Jrue Holiday - 21 | Rebonds 1. Luka Dončić - 208 2. Jayson Tatum - 184 3. Nikola Jokić - 161 4. Dereck Lively II - 156 5. Josh Hart - 150 Contres 1. Daniel Gafford - 33 2. Evan Mobley - 26 3. Chet Holmgren - 25 4. Myles Turner - 25 5. Derrick White - 23 | Passes décisives 1. Luka Dončić - 178 2. Tyrese Haliburton - 123 3. Jayson Tatum - 119 4. Kyrie Irving - 113 5. Anthony Edwards / Nikola Jokić - 104 Minutes 1. Luka Dončić - 900 2. Kyrie Irving - 879 3. P. J. Washington - 785 4. Jayson Tatum - 768 5. Jrue Holiday - 720 |